# Século XXI
O século XXI, iniciado em 1 de janeiro de 2001 e a terminar em 31 de dezembro de 2100, é o vigésimo primeiro século da Era Cristã ou Era Comum, e primeiro século do terceiro milênio, além de também corresponder ao centésimo vigésimo primeiro século do Calendário Holoceno.
De uma forma geral, o início do século XXI foi caracterizado por uma época de prosperidade na Europa e nos Estados Unidos, seguidos de uma forte recessão, que teve início em 2008; pela Primavera Árabe no norte da África; pelo rápido crescimento da economia da República Popular da China, que se tornou a segunda maior economia depois dos Estados Unidos; e pela ascensão da esquerda na América Latina, assim como seu declínio a partir do final da década de 2010. A estimativa para o meio do século é que a maior parte da economia global estará concentrada nos países conhecidos como BRICS: Brasil, Rússia, Índia, República Popular da China e África do Sul.
Em termos de comportamento, o mundo ocidental caracterizou-se pela secularização. Em escala global, verifica-se o aprofundamento do processo de globalização da economia e da informação, potencializado sobretudo pela revolução digital, que, embora tivesse início ainda no fim do século XX, tornou-se efetivamente uma revolução no século XXI.

## Avanço tecnológico
Até o presente momento, o avanço tecnológico se concentra nas áreas de eletrônica e telecomunicações, com notório crescimento da internet sobre as coisas e a difusão na informação com o advento das redes sociais. É de se destacar a evolução significativa dos computadores e televisores com o fim da produção do tubo de raios catódicos, dando lugar aos monitores de plasma, LCD e LED, que estão cada vez mais finos, inteligentes, versáteis, acessíveis e com maior resolução.
Também é marcado pela evolução dos telefones celulares (tele móvel, em português europeu), que passou de um simples dispositivo com tela monocromática alfanumérica que recebe, faz chamadas e escrever breves mensagens usando teclas numéricas físicas, para tornar-se um dispositivo multifuncional chamado smartphone com uma tela sensível a toque, que já em muitas ocasiões substitui até os microcomputadores e Laptop, ajudando a levar Internet a lugares com baixos índices de desenvolvimento humano e zonas com conflitos seculares.
Na área de exploração espacial, os programas espaciais estão se desenvolvendo a passos mais largos que no Século XX; com a aposentadoria dos ônibus espaciais da NASA e a busca de custos menores, empresas privadas como a SpaceX estão ajudando fortemente no desenvolvimento de veículos espaciais e foguetões. Um dos seus avanços é a criação de foguetes reutilizáveis e diminuindo a produção de lixo espacial, um dos problemas crônicos.

## Descobertas científicas
- Em 2005, Isabelle Dinoire se torna a primeira pessoa do mundo a se submeter a um transplante de rosto, ato que significou um grande avanço da medicina.[1]
- Em 2006, a NASA encontra prova direta da existência de matéria escura.[2]
- Em 2006, Plutão foi rebaixado de planeta para planeta anão pela União Astronómica Internacional.[3]
- Em 2007, temos a descoberta do primeiro planeta extrassolar possivelmente habitável, chamado de Gliese 581c.[4]
- Em 2009, foi autentificado o esqueleto Ardi, o esqueleto mais antigo ja encontrado no mundo (4,4 milhões de anos).[5]
- Em 2010, o geneticista Craig Venter, junto com sua equipe, criou a primeira célula controlada por um genoma sintético.[6]
- Em 2012, a partícula elementar Bóson de Higgs, popularmente conhecida como "partícula de Deus", foi detectada, garantindo o Prêmio Nobel de física ao belga François Englert e ao britânico Peter Higgs.[7]
- Em 2014, o radiotelescópio BICEP capturou ondas gravitacionais que teriam dado origem ao universo.[8]
- Em 2015, a agência espacial americana NASA anunciou a descoberta de água salgada em estado liquido em Marte. Tal confirmação contou com a ajuda de dados adquiridos pela missão Mars Express da Agência Espacial Europeia e da Agência Espacial Italiana em 2003.[9][10]
- Em 2017, cientistas chineses teletransportam pela primeira vez fótons da Terra para a órbita.[11]
- Em 2017, o sinal de onda gravitacional GW170817 foi observado pela colaboração LIGO / Virgo . Este foi o primeiro caso de um evento de onda gravitacional que foi observado para ter um sinal eletromagnético simultâneo quando telescópios espaciais como o Hubble observaram luzes provenientes do evento, marcando assim um avanço significativo para a astronomia de multimensageiros.[12][13][14]
- Em 2019, a primeira foto de um buraco negro foi divulgada.[15]
- Em 2020, foi descoberta fosfina em Vênus.[16]
- Ainda em 2020, desenvolveram-se e começaram a ser administradas vacinas contra a então recém-descoberta COVID-19, em tempo recorde.

## Economia

### A Grande Crise Econômica de 2008

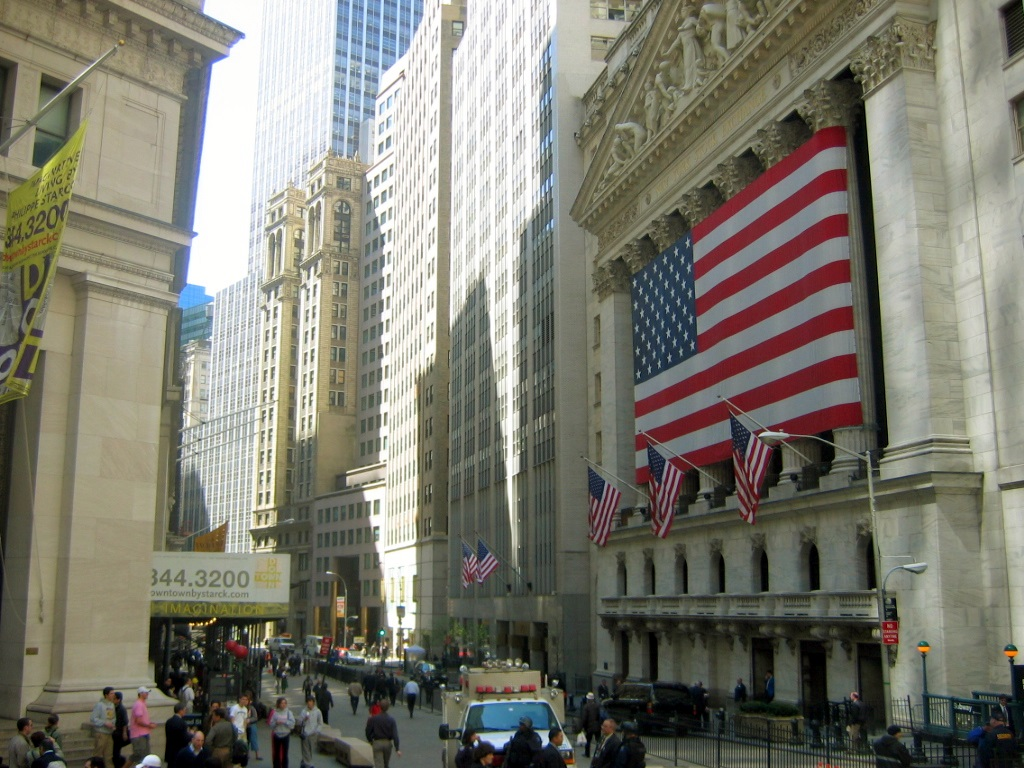
Nova Iorque em 2006 antes da crise econômica

Também chamada de a 'Grande Recessão' ou crise de 2008, considerada a pior crise desde a Grande Depressão de 1929, a crise econômica começou bem antes de 2008 mas teve o seu ápice no dia 15 de setembro de 2008 quando o banco Lehman Brothers, o quarto maior banco dos Estados Unidos, declarou a sua falência. As bolsas mundiais em todo o mundo perderam mais de US$ 900 bilhões, as ações tiveram o seu pior ano desde a grande depressão de 1929, O tesouro americano se viu obrigado a abrir as torneiras para salvar (Há controvérsias) outros bancos e evitar ainda mais prejuízo, no Brasil a tensão foi muito grande nos dias que sucederam a crise econômica e a falência do banco Lehman Brothers. “O mercado mundial estava um pandemônio, o dólar oscilava 100 pontos por dia e eram muitas as ordens de compra e venda do dólar” mas a crise econômica rapidamente se alastrou pelos grandes bancos do mundo americanos e europeus, o UBS, Citigroup e Merrill Lynch divulgaram perdas bilionárias, os bancos centrais dos Estados Unidos da zona do euro, da Inglaterra, do Japão, Alemanha, França, Espanha, Itália, Grécia e do Canadá começam a fazer intervenções conjuntas no mercado financeiro para tentar controlar a crise econômica.

## Conflitos

### Ataques de 11 de setembro de 2001 e Início da Guerra ao Terror

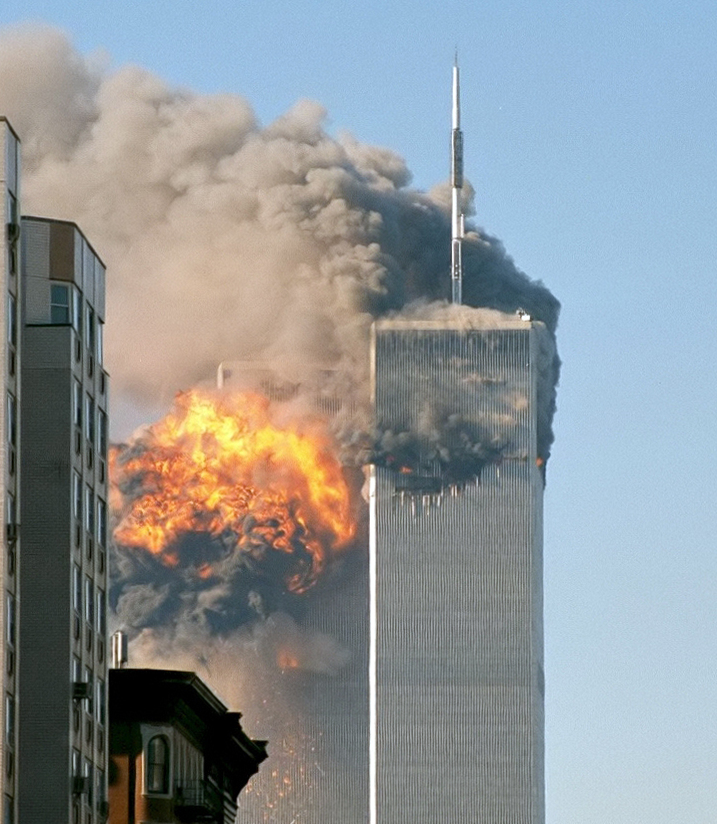
Colisão do voo 175 da United Airlines contra a Torre Sul do World Trade Center.

No dia 11 de setembro de 2001, os Estados Unidos viveram o seu maior ataque terrorista de sua história. Os ataques de 11 de setembro de 2001, também foram o estopim para a Guerra do Afeganistão (2001–2021) e a Invasão do Iraque em 2003. Eram quase 9h da manhã em Nova Iorque quando um avião sequestrado por terroristas integrantes da organização fundamentalista islâmica Al-Qaeda, sob o comando do terrorista Osama bin Laden, chocou-se com uma das torres do World Trade Center (WTC), um dos prédios mais altos do mundo até então. A princípio, parecia um trágico acidente aéreo. Mas, quando cerca de 20 minutos após o primeiro ataque, outro avião colidiu com a segunda torre do WTC, ficando claro que se tratava na verdade de uma ação terrorista. Alguns minutos depois, um terceiro avião sequestrado por terroristas atingiu o Pentágono, sede do Departamento de Defesa dos Estados Unidos que fica próximo a Washington D.C., capital do país. Uma quarta aeronave também sequestrada por terroristas caiu em uma área rural no estado da Pensilvânia antes de atingir o seu alvo, após os passageiros tentarem retomar o controle da aeronave sequestrada. As Investigações apontaram que o plano dos terroristas era jogar o avião contra o Capitólio, casa do poder legislativo Norte-Americano. Três edifícios do complexo do WTC desmoronaram, incluindo as famosas torres gêmeas. As cenas de desespero da fumaça tomando conta das ruas de Nova Iorque e de pessoas se jogando pelas janelas para tentar fugir das chamas foram transmitidas pela televisão ao vivo e chocaram o mundo inteiro. Ao todo quase 3 mil pessoas morreram, incluindo os terroristas, e todos os passageiros das quatro aeronaves sequestradas, bombeiros, funcionários do Pentágono e muitas pessoas que trabalhavam no WTC. Além das vítimas, o 11 de setembro de 2001 também teve sérios desdobramentos militares. O então presidente George W. Bush aprovou, no mês seguinte, o USA Patriot Act (Lei Patriota) que permitia ao governo americano, entre outras coisas, invadir casas de suspeitos, espionar cidadãos, interrogar suspeitos (inclusive com uso da força, tortura) sem precisar pedir autorização judicial ou respeitar o direito à defesa e julgamento. Os Estados Unidos também lideraram junto com outros países, a chamada "Guerra ao Terror", que levou à invasão do Afeganistão em outubro de 2001, e do Iraque em março de 2003, países acusados de dar suporte e apoio ao grupo terrorista islâmico Al-Qaeda. O principal responsável pelo maior ataque terrorista da história dos Estados Unidos, Osama bin Laden, fundador e líder da Al-Qaeda, acabaria sendo morto por militares americanos na cidade de Abbottabad, no Paquistão, em 1 de maio de 2011.

### A Invasão do Iraque em 2003

Saddam Hussein

A invasão do Iraque começou a 19 de março de 2003 e terminou em 1 de maio de 2003. Essa foi a primeira grande etapa da invasão do Iraque o que se tornaria um longo conflito, a Guerra do Iraque. Foi lançada com o nome de “Operação Liberdade do Iraque” pelos Estados Unidos e aconteceu no contexto da Guerra Global contra o Terrorismo. Após os atentados terroristas de 11 de setembro de 2001, a invasão durou apenas 21 dias e foi bem-sucedida. Os americanos receberam apoio militar do Reino Unido, da Austrália, Alemanha, França e da Polônia. O objetivo da invasão do Iraque era derrubar o regime baathista de Saddam Hussein. A fase da invasão do conflito foi curta e consistiu em combates convencionais e na ocupação de boa parte do Iraque, resultando na destituição do governo que estava no poder. A ditadura de Saddam Hussein entrou em colapso logo após a queda de Bagdá. Os Estados Unidos contribuíram com a maior força militar, cerca de 148 000 soldados que formavam a vanguarda da Coalizão. O Reino Unido enviou 45 000 militares a frente de batalha, a Austrália enviou 2 000 militares e a Polônia apenas 194 soldados, sendo a maioria de forças especiais. Outras 36 nações contribuíram com tropas e observadores após a invasão ter sido concluída. O Kuwait e a Arábia Saudita ofereceram seus territórios para apoiar as forças aliadas.
No norte do Iraque, a milícia Curda conhecida como Peshmerga também apoiou a invasão incondicionalmente. De acordo com o presidente dos Estados Unidos, George W. Bush, e com o primeiro-ministro do Reino Unido, Tony Blair, a missão da coalizão era “desarmar o regime iraquiano, e encerrar o apoio de Saddam Hussein a organizações terroristas e libertar o povo iraquiano”.
Em 5 de novembro de 2006 Saddam Hussein é julgado por um tribunal Iraquiano e sentenciado à morte por enforcamento, juntamente com seu meio-irmão Barzan Ibrahim e o ex-chefe da corte revolucionária Awad Hamed al-Bandar.
No dia 30 de dezembro de 2006, Saddam Hussein é executado na forca, após chegada ao fim de sua ditadura em 2005. Em 2009, o presidente dos Estados Unidos Barack Obama promete, durante o seu governo, encerrar o conflito, quase 10 anos após o início da invasão do Iraque. A guerra no Iraque foi formalmente encerrada no dia 18 de dezembro de 2011, com a retirada completa do efetivo militar Americano do Iraque.

### Conflito russo-checheno e atentados contra a Rússia em 2002 e 2004
A Segunda Guerra na Chechênia teve fim em maio de 2000, após a Rússia derrotar separatistas chechenos em batalhas e tomar o controle direto sobre a Chechênia. A partir daí grupos de separatistas chechenos liderados por Shamil Basayev e grupos islâmicos iniciaram uma série de atentados terroristas contra a Rússia, tais como o ataque ao teatro de Dubrovka em 2002, onde um grupo de separatistas chechenos tomaram o local e mantiveram cerca de 850 pessoas reféns durante os dias 23 e 26 de outubro. A invasão acabou em um bombardeamento de um gás tóxico que matou cerca de 200 pessoas presentes no local, sendo até então o atentado terrorista mais mortífero ocorrido em solo russo desde os atentados contra apartamentos russos em 1999.
Outro ataque terrorista ocorreu em 2004 em uma escola da cidade de Beslan, na Ossétia do Norte, tratando-se do massacre de Beslan, e esse se tornou um dos ataques terroristas mais violentos da história da Rússia juntamente com os ocorridos em outubro de 2002 e setembro de 1999. A tomada começou no dia 1 de setembro (primeiro dia do ano letivo na Rússia), precisamente às 9:11, quando grupos terroristas armados chegaram no local em veículos policiais e militares. As pessoas que estavam na escola acharam no início que eram militares das forças armadas da Rússia, mas em seguida os terroristas deram um tiro para cima e mandaram todos entrarem no prédio e assim, invadiram e ocuparam a escola durante três dias, mantendo 1000 pessoas reféns, sendo grande parte delas crianças. No terceiro dia a segurança russa chegou no local exigindo a retirada dos invasores, porém durante a tomada, houve séries de explosões, tiroteios e incêndios por toda parte, e acabou matando cerca de 334 pessoas, sendo 156 crianças.
Após o ataque de Beslan, o governo começou a endurecer as leis contra o terrorismo e expandir os poderes das agências policiais, e organizou uma série de protestos contra o terrorismo realizados por milhares de cidadãos na Praça Vermelha, em Moscou. Além disso, Vladimir Putin assinou uma lei que substituiu a eleição direta dos chefes das subdivisões federais da Rússia por um sistema pelo qual eles são propostos pelo Presidente da Rússia e aprovados ou reprovados pelos órgãos legislativos eleitos de cada subdivisão.
O apoio do governo da Geórgia aos separatistas chechenos foi um dos estopins para aumentar as tensões entre a Rússia e a Geórgia, que anos depois iniciariam a guerra russo-georgiana.
Em 15 de abril de 2009, é dado início a Insurgência no Cáucaso Norte, que está em andamento até os dias de hoje.

### A Guerra Russo-Georgiana de 2008
A guerra entre a Rússia e a Geórgia, também conhecida como a Guerra de Agosto, ou a Guerra dos Cinco dias (Guerra Russo-Georgiana) foi um Conflito da Ossétia do Sul. Iniciado durante a noite do dia 7 para 8 de agosto de 2008, quando a Geórgia lançou uma grande ofensiva militar em larga escala contra a Ossétia do Sul e Abcásia. O ataque Georgiano causou vítimas entre soldados Russos e milícias ossetas, que resistiram ao assalto em Tskhinvali, cidade localizada na Ossétia do Sul. No dia seguinte, os Russos lançaram um contra-ataque massivo contra as forças Georgianas na Ossétia. E no dia 9 de agosto de 2008 abriram uma segunda frente de batalha na região da Abcásia. Após cinco dias de intensos combates, as forças Georgianas recuaram, permitindo o avanço do exército Russo dentro do território Georgiano. Na época o exército da Rússia chegou a posicionar as suas tropas à apenas 50 km de Tbilisi, capital Georgiana. Segundo as autoridades ossetas, 1 492 pessoas morreram apenas na Ossétia do Sul. Mas algumas fontes alternativas contabilizam mais de 3 000 mortos durante o conflito e mais de 100 000 refugiados. O conflito foi encerrado no dia 16 de agosto de 2008 com a vitória do exército russo no sul-osseta e abcásia.

### Guerra civil na Líbia em 2011
A guerra civil na Líbia começou em 15 de fevereiro de 2011 a 23 de outubro de 2011. O conflito começou a partir da mobilização da sociedade líbia. Os manifestantes exigiam mais liberdade e democracia, mais respeito pelos direitos humanos, e melhor distribuição da riqueza e a redução da corrupção. Os manifestantes foram violentamente reprimidos pelas tropas de Khadafi, e isso gerou uma revolta generalizada na população Líbia, o que agravou os conflitos. Essa situação resultou numa mobilização ainda mais intensa dos grupos antiKhadafi. Nesse momento do conflito, Tripoli, a capital do país, já estava cercada por cidades controladas pelos manifestantes.

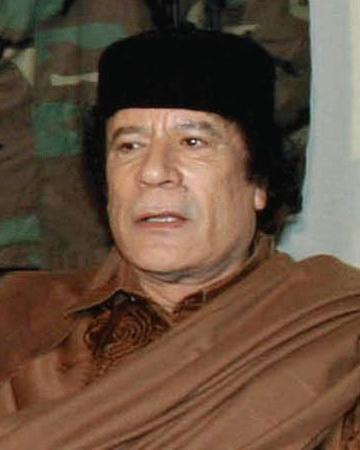
Muammar al-Gaddafi

Essa guerra civil chamou logo a atenção das nações mais poderosas do mundo, que num jogo de interesses, condenaram o governo da Líbia pelo uso da violência contra os manifestantes. França, Reino Unido, Alemanha e Estados Unidos foram alguns dos países que se posicionaram contrários ao governo de Muamar Kaddafi. No dia 19 de março de 2011, a ONU autorizou a criação de uma zona de exclusão aérea na Líbia, para evitar que Khadafi continuasse a atacar civis. Uma coalizão formada pelo Reino Unido, Estados Unidos, França, Alemanha e outros oito países iniciaram bombardeios aéreos em áreas controladas por tropas de Khadafi. Os conflitos e oposição ao governo de Muamar Kaddafi continuaram desde então. A União Africana, em parceria com a ONU e outras organizações internacionais, continuaram tentando promover negociações de paz para a Líbia. Muammar Kaddafi foi morto no dia 20 de outubro de 2011, encerrando o conflito na Líbia e a ditadura de Kaddafi de 42 anos.

### Guerra civil na Síria

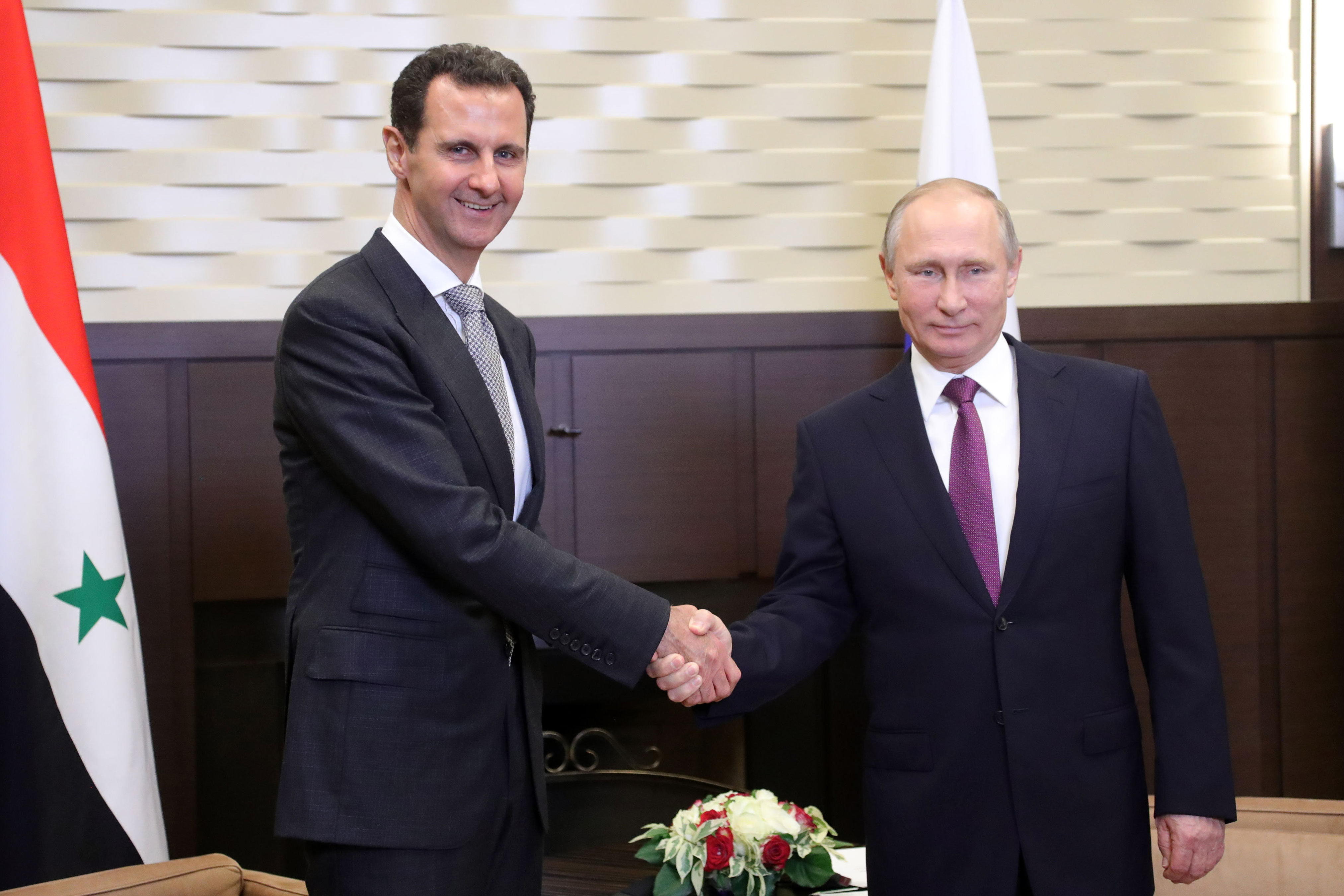
Bashar al-Assad e o seu aliado Russo Vladimir Putin em 2017

A guerra civil na Síria começou em 2011, dentro do contexto da Primavera Árabe, quando houve uma série de protestos contra o governo de Bashar al-Assad desde 2010. Em março de 2011 são realizados protestos ao sul da Síria em favor da democracia. A população revoltou-se contra a prisão de adolescentes que escreveram palavras revolucionárias, contra o governo nas paredes de uma escola.

Oposição Síria

Como resposta aos protestos, o governo ordenou que às forças de segurança abrissem fogo contra os manifestantes, causando várias mortes. A população revoltou-se ainda mais contra a repressão e exigiu a renúncia do presidente Bashar al-Assad do poder; em outros lugares do Oriente Médio e no norte da África, protestos contra governos autoritários ganhavam o apoio do Ocidente, o que ficou conhecido como a Primavera Árabe. O que era antes um protesto pacífico e calmo, logo transformou-se em uma violenta e sangrenta guerra civil. Em 4 de abril de 2017, o governo Sírio de Bashar al-Assad foi acusado de usar arma química (gás sarin) em um ataque que culminou em mais de oitenta mortes. Em resposta, os Estados Unidos lançaram dezenas de mísseis contra alvos militares na Síria. A ONU (Organização das Nações Unidas) condenou esse ataque químico e a Rússia e ameaçou intervir, aumentando a tensão naquela região. Em 10 de fevereiro de 2018, as forças armadas de Israel realizaram ataques aéreos na Síria a possíveis alvos iranianos. O exército turco invadiu uma região do norte da Síria controlada pelos Curdos, no segundo dia de uma grande ofensiva militar turca. Contra a milícia Curdo-Síria, considerada uma “organização terrorista” pela Turquia, as forças armadas da Turquia também atacaram alvos Curdos no Iraque.

### Guerra Civil Iemenita
A Guerra Civil Iemenita (2015–presente) iniciada em 19 de março de 2015 que segundo a ONU (Organização das Nações Unidas) classifica como a pior crise humanitária do mundo. Além da guerra civil, com milhões de pessoas morrendo de fome e uma epidemia de doenças como a cólera. O conflito tem sido marcado por massacres, excessos e violações dos direitos humanos que recaem especialmente sobre a intervenção militar saudita na guerra. Com a Revolta no Iêmen em 2011 a Rebelião Houthi no Iêmen acabou se transformando em uma violenta é sangrenta guerra civil. Após uma revolta na sequência da Primavera Árabe em 2011 que forçou a saída do poder do ex-presidente Ali Abdullah Saleh após 33 anos no poder, é passou o comando do País para o seu então vice, Hadi. Hadi enfrentou uma variedade de problemas, incluindo ataques terroristas da Al-Qaeda um movimento separatista no sul, e a resistência de muitos militares que continuaram leais a Ali Abdullah Saleh assim como a corrupção, o desemprego, a violência, e a insegurança. O movimento houthi, que segue uma corrente do islã xiita chamada zaidismo travou uma série de batalhas contra Saleh. Os Iemenitas desiludidos com a transição de governo, incluindo os sunitas apoiaram os houths e em setembro de 2014 eles entraram na capital do país Saná montando acampamentos nas ruas e bloqueando as vias. Em janeiro de 2015 eles cercaram o palácio presidencial e colocaram o presidente Hadi e seu gabinete em prisão domiciliar, o presidente conseguiu fugir para a cidade de Áden no mês seguinte, os houthis tentaram então tomar o controle do País inteiro e Hadi teve que deixar o Iêmen. A Arábia Saudita e outros oito Estados sunitas árabes começaram uma série de ataques aéreos para restaurar o governo de Hadi. Essa coalizão recebeu apoio logístico e de inteligência dos Estados Unidos, do Reino Unido e da França. As Forças pró-governo, constituídas principalmente por soldados leais ao presidente Hadi juntamente com sunitas de tribos do sul e separatistas, conseguiram evitar que os rebeldes tomassem a cidade de Áden, mas após quatro meses de uma batalha violenta, que deixou centenas de mortos, tendo assegurado um espaço no porto, tropas das forças de coalizão desembarcaram lá e ajudaram a expulsar os houthis para o sul. O presidente Hadi estabeleceu residência temporária em Áden, apesar da maioria de seu gabinete continuar exilada. os houthis, no entanto conseguiram manter um cerco na cidade de Taiz e lançaram morteiros bazucas granadas de mão é foguetes através da fronteira com a Arábia Saudita. os jihadistas da Al-Qaeda na Península Arábica é rivais de organizações parceiras do Estado Islâmico têm tomado proveito do caos, confiscando territórios no sul é cometendo ataques mortais, principalmente em Áden. com o lançamento de um míssil em direção a Riad em 4 novembro de 2017 levou a Arábia Saudita a apertar o bloqueio no Iêmen. depois de que os Estados Unidos terem afirmado que o míssil que os huthis lançaram em 4 de novembro na direção de Riad era de "fabricação iraniana", o reino saudita qualificou este novo disparo de "iraniano-huthi". Porém, o Pentágono se absteve de voltar a assinalar o Irã após o tiro deste míssil é disse que coopera com os sauditas para determinar com precisão o que de fato aconteceu. "O secretário de Defesa tem conhecimento das informações recentes, segundo as quais as forças huthis com base no Iêmen lançaram um míssil balístico sobre a Arábia Saudita, é que os huthis assumiram a responsabilidade deste ataque", indicou um porta-voz do Pentágono, o comandante Adrian Rankine Galloway, em comunicado. Segundo o canal de televisão Al Masirah, controlado pelos rebeldes iemenitas, o alvo do disparo do míssil era o palácio de Iamama, residência oficial do rei Salman. Um correspondente em Riad ouviu uma forte explosão, "Um míssil balístico lançado do Iêmen foi interceptado e destruído ao sul de Riad sem deixar vítimas", declarou Turki al-Malki, porta-voz da coalizão militar dirigida pela Arábia Saudita, que intervém contra os rebeldes xiitas huthis no Iêmen. "Apontava para zonas residenciais muito povoadas em Riad". A coalizão militar liderada pelos sauditas considerou os mísseis fabricados no Irã como uma ameaça à segurança regional é internacional, é acusou os houthis de usarem pontos de entrada humanitários para importar mísseis é armas do Irã à Arábia Saudita. Os rebeldes indicaram que instalações militares é petroleiras estarão dentro de uma zona de alcance de tais mísseis do Iêmen, segundo comunicado distribuído através de seu canal de TV, al-Masirah. A coalizão alegou querer parar o contrabando de armas para os rebeldes do Irã, mas segundo a (ONU) as restrições poderiam desencadear "a maior crise de fome que o mundo já viu em décadas".

### Guerra civil Sul-Sudanesa

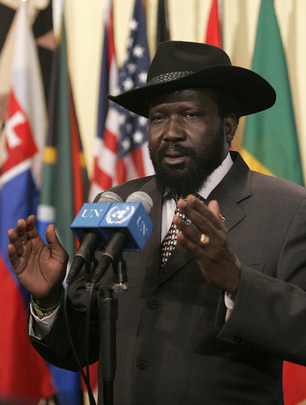
Salva Kiir Mayardit Presidente do Sudão do Sul

Conflito iniciado em 15 de dezembro de 2013 que segundo a (ONU) Organização das Nações Unidas a Guerra Civil Sul-Sudanesa deixou mais de 190 mil pessoas mortas na guerra civil. Mas o número de mortos pode chegar a 383 mil se fatores como deslocamento populacional, falta de atendimento médico, escassez de comida e doenças forem incluídos. Os conflitos responsáveis pelas mortes começaram em dezembro de 2013, dois anos depois da independência do país (antes parte do Sudão) após o Referendo sobre a independência do Sudão do Sul em 2011 discordâncias políticas entre o presidente Salva Kiir é o então vice-presidente, Riek Machar. acabaram levando os 2 Países a uma violenta é sangrenta guerra civil. Entre 2017 e 2018 60 mil pessoas foram mortas é quase um quarto da população do país, de 12 milhões de pessoas, teve que se deslocar por conta dos combates. Um acordo de paz entre o Sudão do Sul é o Sudão do Norte foi firmado em 2015, mas infelizmente esse acordo de paz acabou fracassando. Em um sinal de como a situação no país ainda é frágil o Sudão do Sul ainda sofre com violência, desemprego é terrorismo.

### Conflito de Darfur
O conflito de Darfur (ou Guerra de Darfur) foi iniciado em 2003. Segundo a ONU (Organização das Nações Unidas), essa guerra civil matou mais de 400 mil pessoas quando um grupo de rebeldes começaram uma violenta luta armada pela separação do seu território, o Darfur. O motivo mais aparente refere-se ao fato de o governo representar e apoiar mais a elite econômica e social de religião islâmica, deixando a população de Darfur a mercê da pobreza e da indignidade. Como forma de contra-atacar essa rebelião, o governo sudanês utilizou-se da ofensiva violência estatal apoiada pelas milícias árabes chamada de janjaweed, massacrando os rebeldes que em sua maioria eram de religião e etnia diferente ao governo e seus apoiadores. intensificando a violência na região. A Organização das Nações Unidas (ONU) condenou esse massacre, pois o conflito de Darfur deixou um saldo horrível em números de mortes, de cerca de 30 a 40 mil pessoas mortas. Mas este não foi o único motivo desumano, pois os reflexos vieram, sobretudo, nos refugiados, que viviam em condições degradantes de saúde, violência e fome. Em 5 de maio de 2006, um acordo de paz entre o governo e uma facção importante do Movimento / Exército de Libertação do Sudão (SLA), que de Minni Minawi. JEM e outra facção do SLA se recusaram a assinar um acordo de paz. Em 12 de março de 2007 a missão de paz da ONU acusou o governo Sudanês de “orquestrar e participar” de crimes de guerra, perseguição, torturas, assassinatos em massa e crimes contra a humanidade. O governo Sudanês nega isso. Em 28 de janeiro de 2008 Bruxelas dá luz verde para enviar uma força Europeia no Chade e na RCA (EUFOR) para proteger os refugiados sudaneses de Darfur e chadianos deslocados e africanos Central. Em 2009 violentos combates na cidade de Mouhajiriya, no sul de Darfur causaram centenas de mortes e feridos e em 4 de março de 2009 o Tribunal Penal Internacional (TPI) emitiu um mandado de prisão internacional contra Omar al-Bashir acusado de crimes de guerra e crimes contra a humanidade. A (ONU) classifica a situação em Darfur como extremamente grave.

### Guerra civil no leste da Ucrânia
A Guerra Civil no Leste da Ucrânia é um conflito iniciado em 2014 após uma grande onda de protestos que tomou conta de Kiev, capital da Ucrânia, após o então presidente Víktor Yanukóvytch rejeitar um acordo de cooperação com a (UE) União Europeia que poderia resultar na inclusão da Ucrânia como um dos membros do bloco Europeu. E logo após o: Euromaidan é a Revolução Ucraniana de 2014 acabou derrubando o presidente Ucraniano Viktor Yanukovych, que fugiu para a Rússia mas quando a revolução Ucraniana derrubou um presidente eleito, os ucranianos de origem Russa se sentiram ofendidos e reivindicaram a separação de território. Em setembro de 2014 meses depois que os confrontos começaram as forças armadas do governo da Ucrânia e os separatistas pró-Rússia decidiram interromper a violência e os combates, o cessar-fogo, entretanto, nunca vigorou por inteiro: os rebeldes tentaram tomar o aeroporto de Donetsk considerado um ponto estratégico e simbólico no conflito, e em janeiro de 2015 os rebeldes separatistas pró-Rússia conseguiram dominá-lo. Logo depois em fevereiro de 2015 os presidentes da Rússia, Ucrânia, Alemanha e França se reuniram em Minsk, Belarus, e anunciaram o “Acordo de Minsk”. As negociações pediam uma zona desmilitarizada, para a retirada em segurança dos civis, e uma maior autonomia para os separatistas pró-Rússia, entretanto, um relatório da ONU (Organização das Nações Unidas) esses acordos falharam é segundo revelaram as investigações, os dois lados “continuaram utilizando armas proibidas é não tomaram suficientes precauções para evitar a destruição de serviços básicos como escolas, creches e hospitais, e em 2014 o presidente russo Vladimir Putin assina a lei que finaliza o processo de anexação da Crimeia a Rússia e de 2014 a 2016 morreram mais de 15 mil pessoas no conflito Ucraniano.

### Guerra entre Armênia e Azerbaijão
O confronto em Nagorno-Karabakh, região disputada entre a Armênia e o Azerbaijão, deu-se em 2020, na sequência de uma escalada da tensão existente na região desde o início dos anos 1990, com a dissolução da União Soviética (URSS) em 1991. Neste novo conflito, a Armênia recebeu apoio da Rússia, tendo o Azerbaijão recebido apoios da Turquia e de Israel. Foi instaurada uma lei marcial e mobilização total de guerra na Arménia e na autoproclamada República de Artsaque. A 10 de novembro de 2020, a Armênia e o Azerbaijão assinaram um acordo de cessar-fogo mediado pela Rússia para encerrar a guerra.

### Conflito entre Tajiquistão e Quirquistão
O conflito entre Quirguistão e Tajiquistão começou em 28 de abril de 2021 quanto soldados do Quirguistão e do Tajiquistão entraram em um violento confronto nas fronteiras desses dois Países da Ásia Os combates eclodiram em torno do território do enclave de Tadjique de Voruj, território Quirguiz, uma região montanhosa muito disputada entre os dois Países Quirquistão e Tajiquistão trocaram acusações pelos confrontos. O Comitê de Segurança Nacional do Quirguistão afirmou que o País vizinho Tajiquistão "provocou deliberadamente um conflito" e acusou o Tadjiquistão de ter "instalado posições de artilharia para efetuar tiros mortais". O Conselho Nacional de Segurança do Tadjiquistão acusou o exército Quirguiz de abrir fogo contra as tropas Tadjiques "na área de abastecimento de água de Golovnaya, no rio Isfara". O Tajiquistão também afirmou que um conflito eclodiu entre civis no dia anterior e que sete Tadjiques ficaram feridos quando pedras foram atiradas contra eles. Em setembro de 2019 vários tiroteios e confrontos resultaram na morte de três guardas de fronteira Tadjiques e um soldado do Quirguistão. as negociações sobre a "delimitação das fronteiras nacionais" e a "prevenção e a resolução de conflitos fronteiriços nunca apresentaram nenhum acordo.

### Conflito entre Israel e Palestina
O conflito entre Israel e Palestina que se iniciou em 11 de maio de 2021 quanto Israel iniciou um grande ataque a Faixa de Gaza com ataques aéreos, bombardeios e disparos de mísseis enquanto o Hamas um movimento Palestino Islâmico iniciou disparos de foguetes contra o território Israelense gerando um novo conflito na região do Oriente Médio que desde então A luta entre forças israelenses e o Hamas continua a aumentar; os Estados Unidos.e a (ONU) Organização das Nações Unidas exigiram um cessar-fogo imediatamente mas não houve acordo nenhum de paz e desde então Israel e a Palestina continuam em conflito.

### Outros conflitos
- Guerra ao Terror (11 de setembro de 2001 – atualmente)
- Guerra do Afeganistão (7 de outubro de 2001 – 30 de agosto de 2021)
- Guerra do Iraque (20 de março de 2003 – 15 de dezembro de 2011)
- Segunda Guerra Civil Líbia (16 de maio de 2014 – 23 de outubro de 2020)
- Guerra Civil Iraquiana (30 de dezembro de 2013 - 9 de dezembro de 2017)
- Guerra Russo-Ucraniana e a Invasão da Ucrânia pela Rússia em 2022
- Tentativa de golpe de Estado no Sudão (15 de abril de 2023 - atualmente)

## Saúde

#### Pandemia de COVID-19
Um dos acontecimentos mais importantes na área de saúde pública do Século XXI é a Pandemia de COVID-19, que permaneceu como emergência sanitária internacional entre janeiro de 2020 e maio de 2023, havendo causado 20 milhões de mortos em todo o mundo nesse período. Iniciada na cidade de Wuhan, na China, espalhou-se rapidamente para a Europa, tendo seu epicentro na Itália e Espanha, e para as Américas, tendo os Estados Unidos como epicentro. A estimativa é de queda global do PIB de 4,5% para 2020, em função das diversas quarentenas impostas por todo o mundo, que paralisaram a economia.
Até julho de 2022, foram sete ondas mundiais altamente mortíferas, chegando a um pico de 16 838 mortes registradas no dia 21 de janeiro de 2021, o mais mortal de toda a pandemia. As mortes começaram a reduzir mais constantemente a partir de março de 2022 após uma campanha de vacinação mundial desenvolvida em tempo recorde, junto com o surgimento da bem menos letal  variante ômicron, o que permitiu a reabertura gradual das economias e o fim das restrições sanitárias impostas pelo mundo.

## Geopolítica

### Novos países
Novas nações que surgiram no século XXI.
| Foram reconhecidos: - Timor-Leste, 20 de maio de 2002 - Montenegro e Sérvia, 5 de junho de 2006 - Sudão do Sul, 9 de julho de 2011 | E foram somente reconhecidos por alguns países: - Kosovo, 17 de fevereiro de 2008 - Ossétia do Sul, 6 de agosto de 2008 - Abecásia, 6 de agosto de 2008 |

## Meio ambiente
O Século XXI está sendo marcado pelas discussões sobre o meio ambiente e colocando como um dos principais assuntos a serem discutidos, principalmente na preservação da Amazônia e no combate ao aquecimento global.
Entre políticos, celebridades, empresários e grupos ativistas empenhados na causa ambiental como Greenpeace, em 2018 surgiu uma jovem ativista chamada Greta Thunberg, que viaja o mundo para falar sobre o meio ambiente e suas posições sobre o assunto.

## Personalidades notáveis
- Angela Merkel
- Barack Obama
- Benjamin Netanyahu
- Papa Bento XVI †
- Bill Gates
- Cristiano Ronaldo
- Tenzin Gyatso
- David Cameron
- Dilma Rousseff
- Donald Trump
- Elon Musk
- Papa Francisco †
- George W. Bush
- Hamid Karzai
- Hugo Chávez †
- Jair Bolsonaro
- Papa João Paulo II †
- Julian Assange
- Kim Jong-un
- Kofi Annan †
- Larry Page
- Papa Leão XIV
- Lewis Hamilton
- Lionel Messi
- Luiz Inácio Lula da Silva
- Mark Zuckerberg
- Michael Jackson †
- Muammar Gaddafi †
- Muhammad Yunus
- Nelson Mandela †
- Neymar
- Nicolas Sarkozy
- Nicolás Maduro
- Osama bin Laden †
- Raúl Castro
- Recep Tayyip Erdoğan
- Saddam Hussein †
- Silvio Berlusconi †
- Stephen Hawking †
- Steve Jobs †
- Theresa May
- Vladimir Putin
- Volodymyr Zelensky

### Papas
- São João Paulo II, eleito no século anterior, papa de 16 de outubro de 1978 até à sua morte em 2 de abril de 2005.
- Bento XVI, papa de 19 de abril de 2005 até à sua abdicação em 28 de fevereiro de 2013.
- Francisco, papa de 13 de março de 2013 até à sua morte em 21 de abril de 2025.
- Leão XIV, papa desde 8 de maio de 2025.

## Galeria

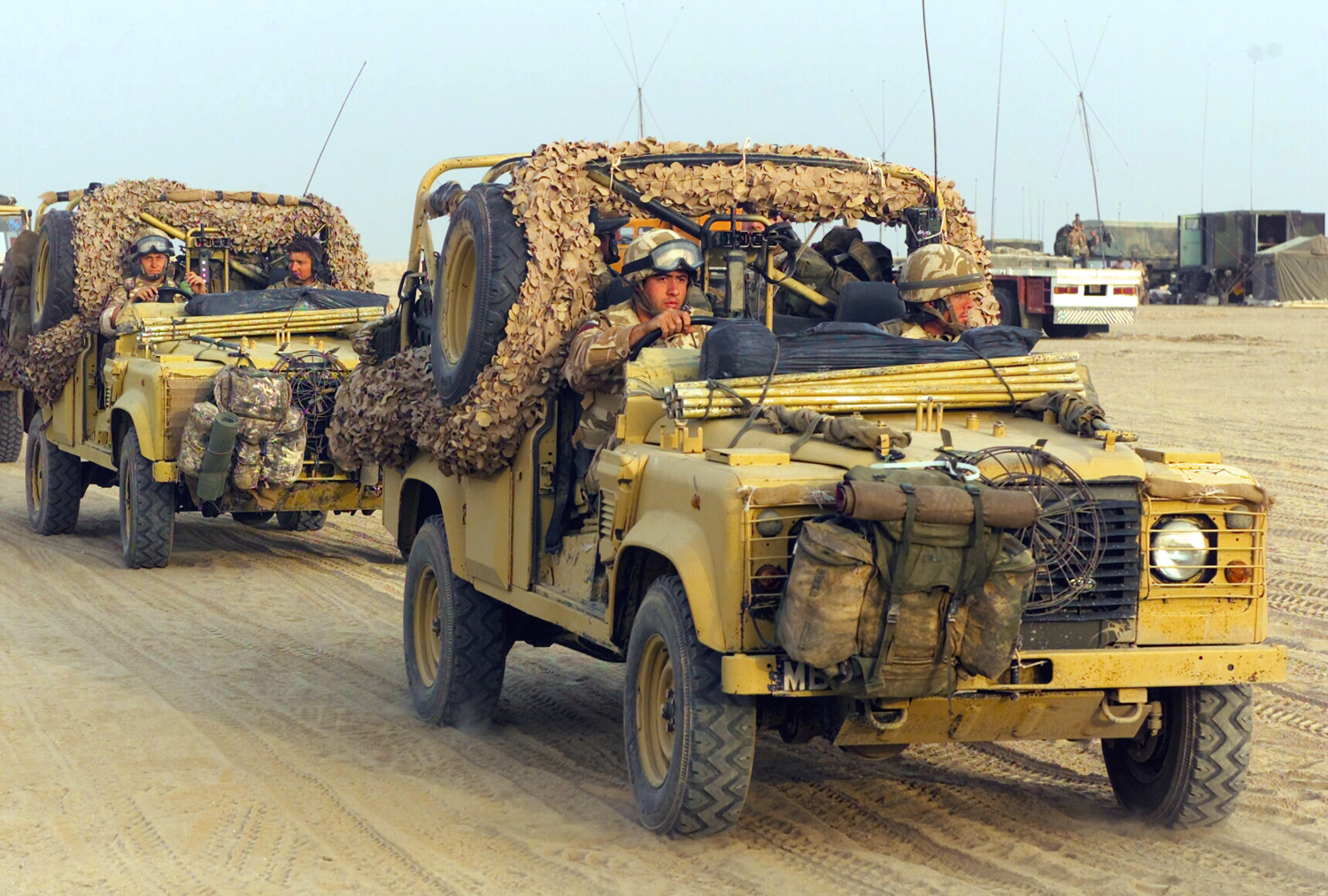
Guerra do Iraque entre março de 2003 e dezembro de 2011
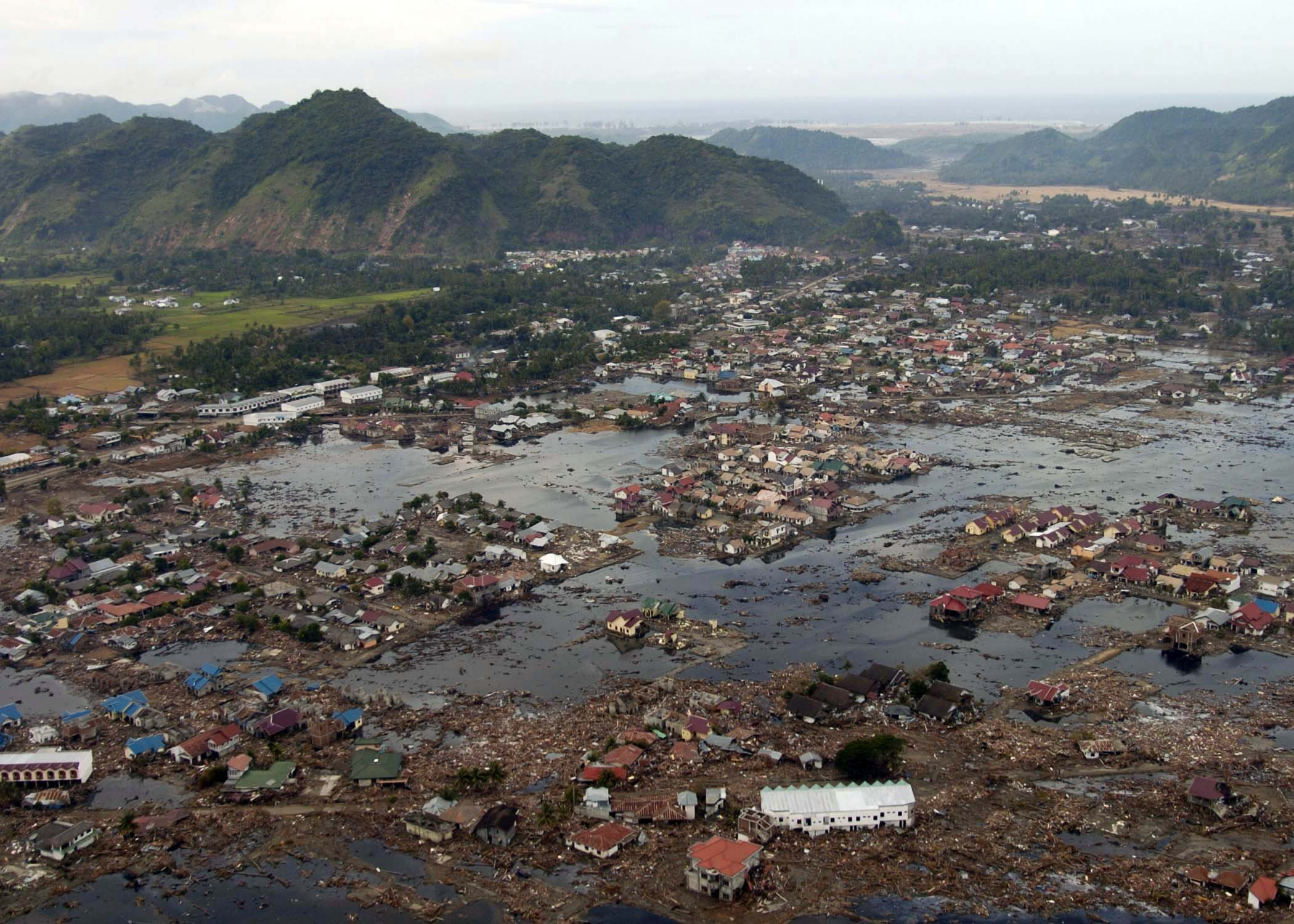
Sismo e tsunami do Oceano Índico de 2004
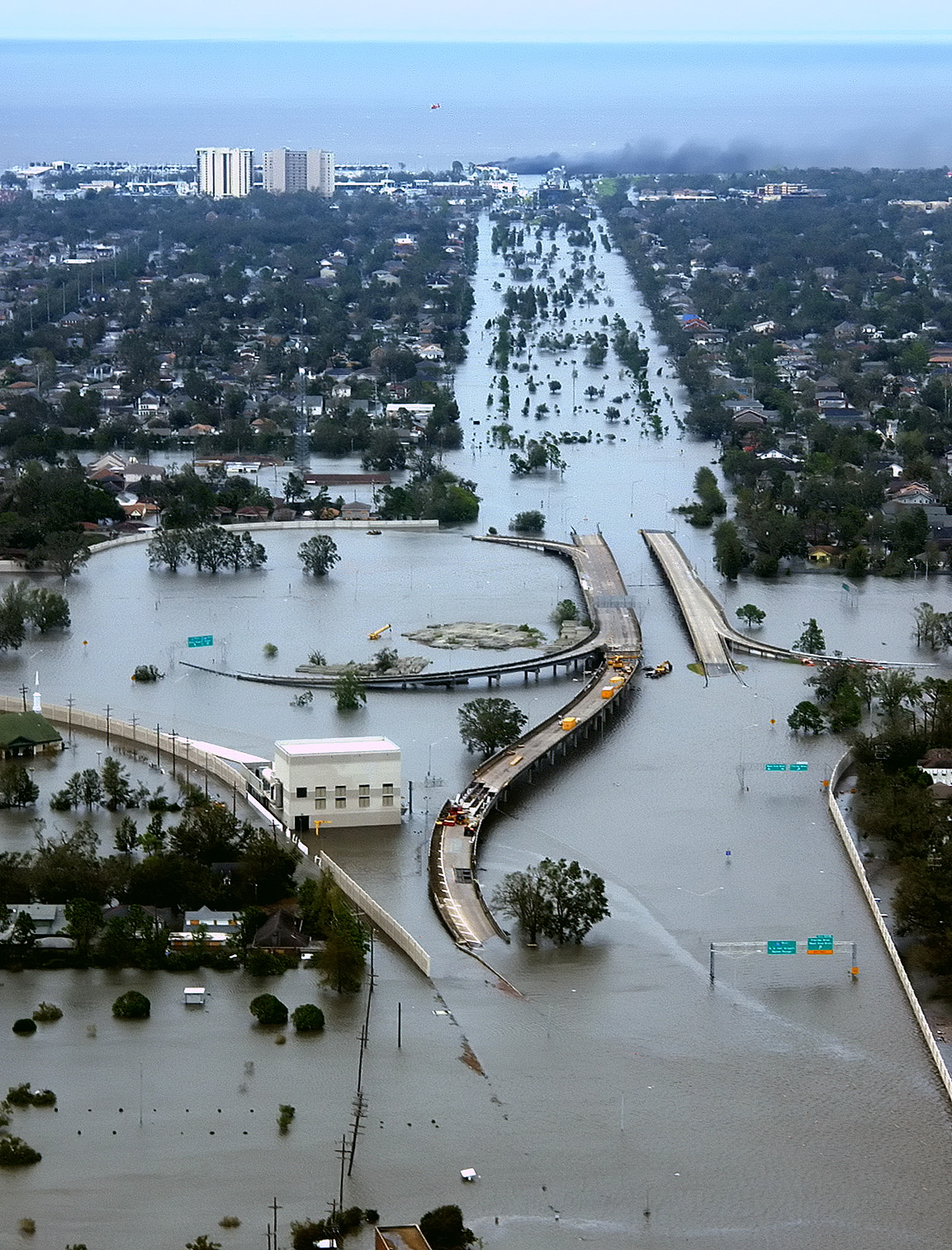
Furacão Katrina em agosto de 2005
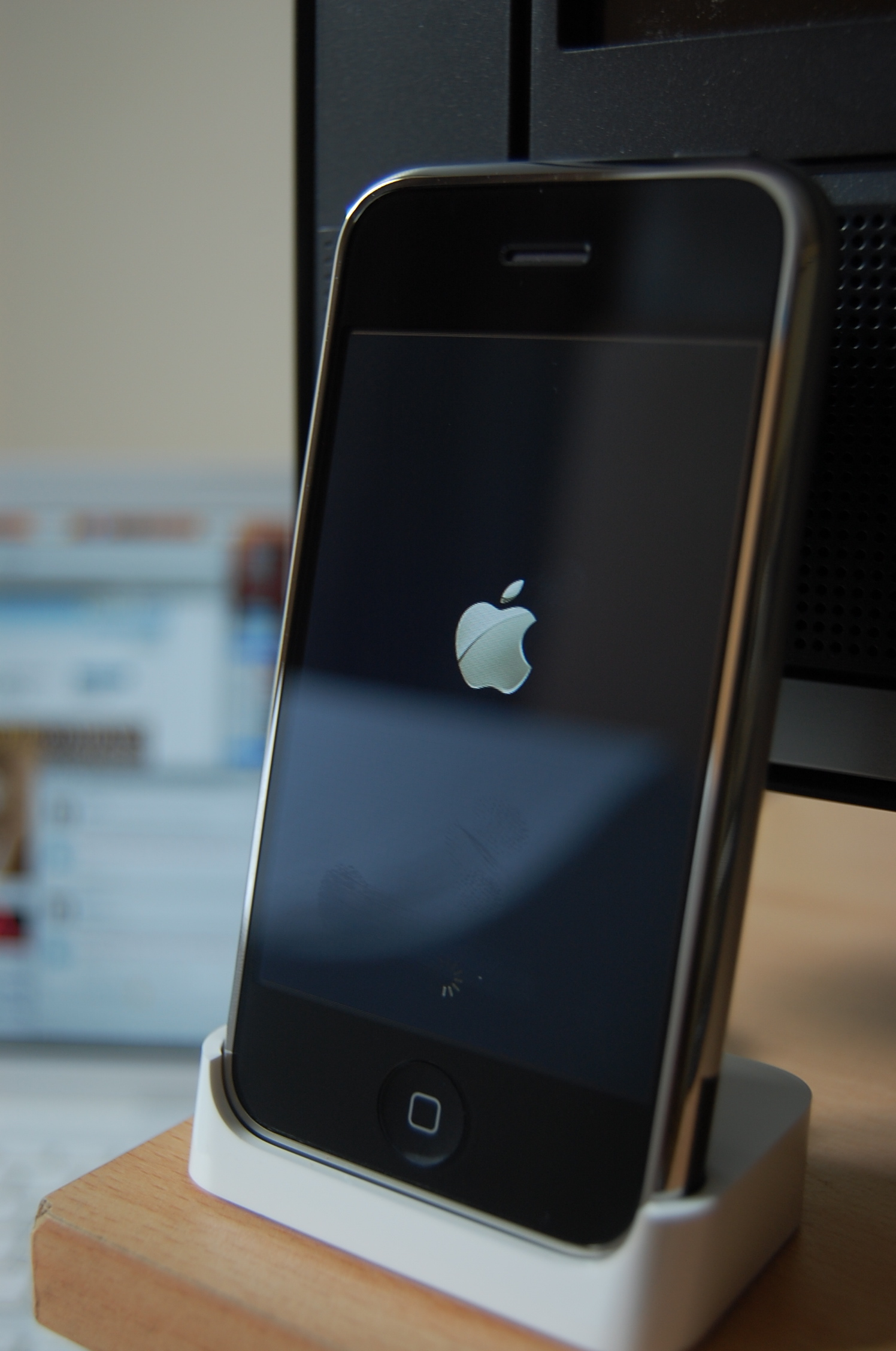
Em 29 de junho de 2007 é lançado o iPhone
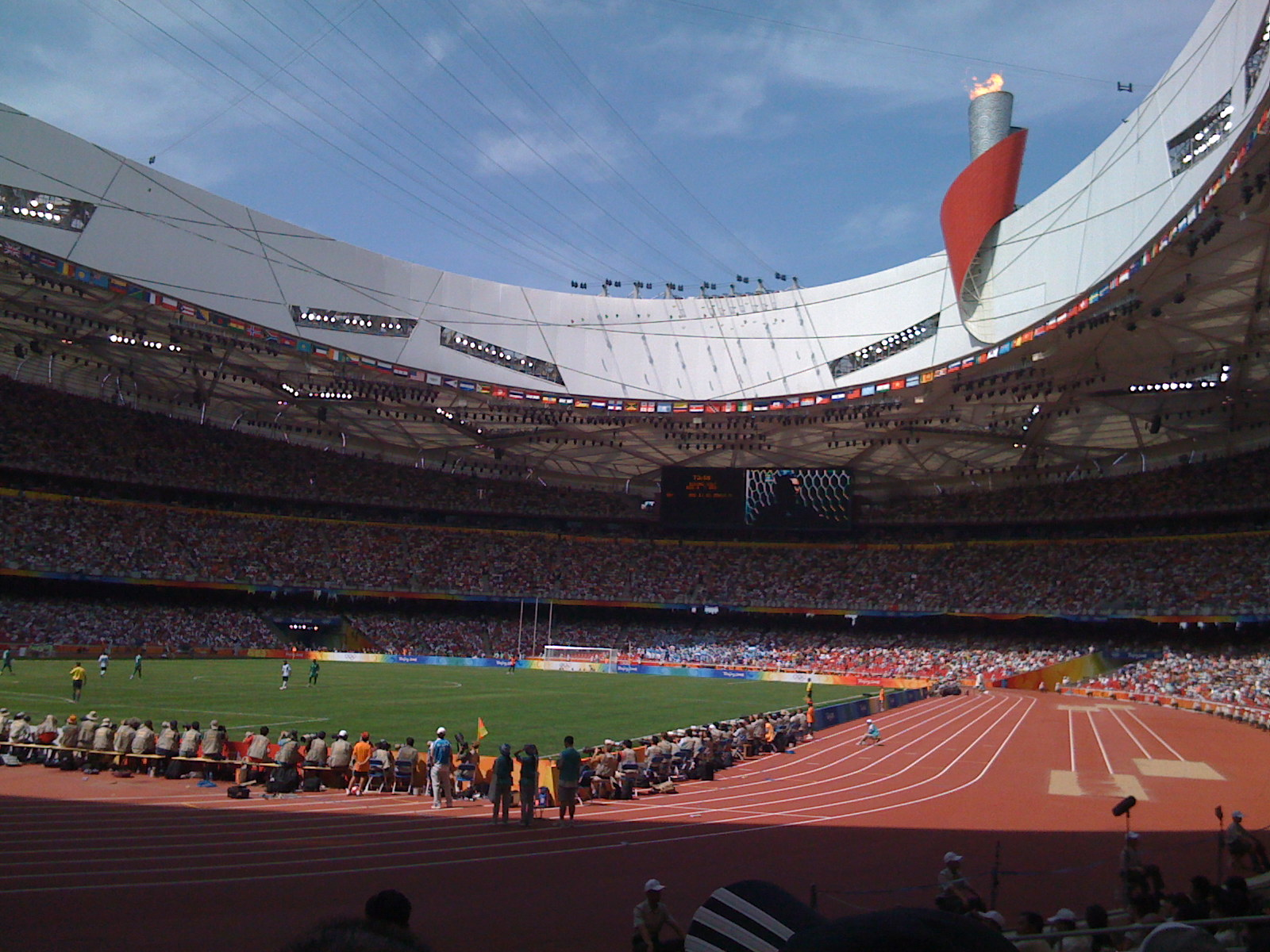
Jogos Olímpicos de 2008 em Pequim
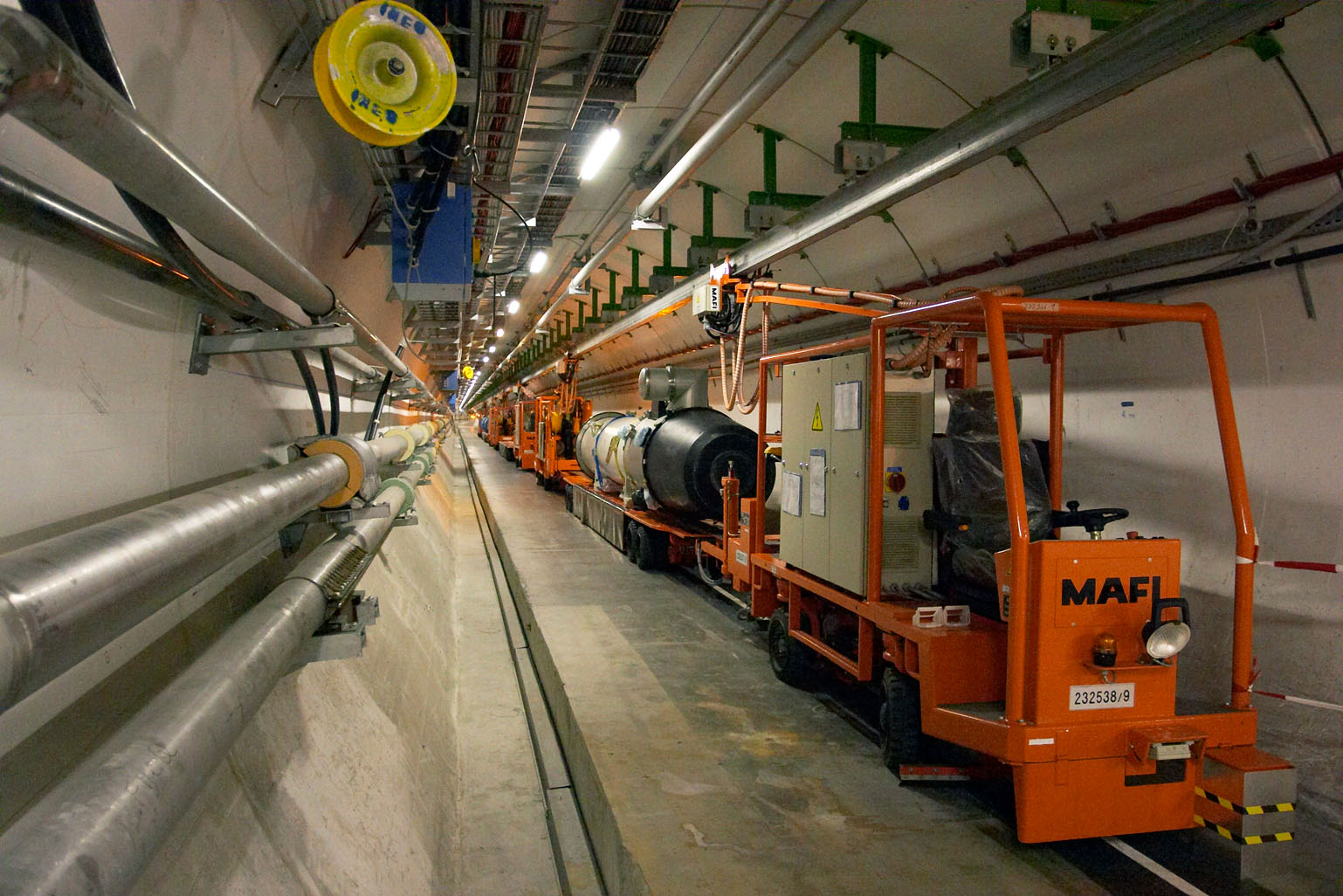
Grande Colisor de Hádrons do CERN inaugurado em 10 de setembro de 2008.
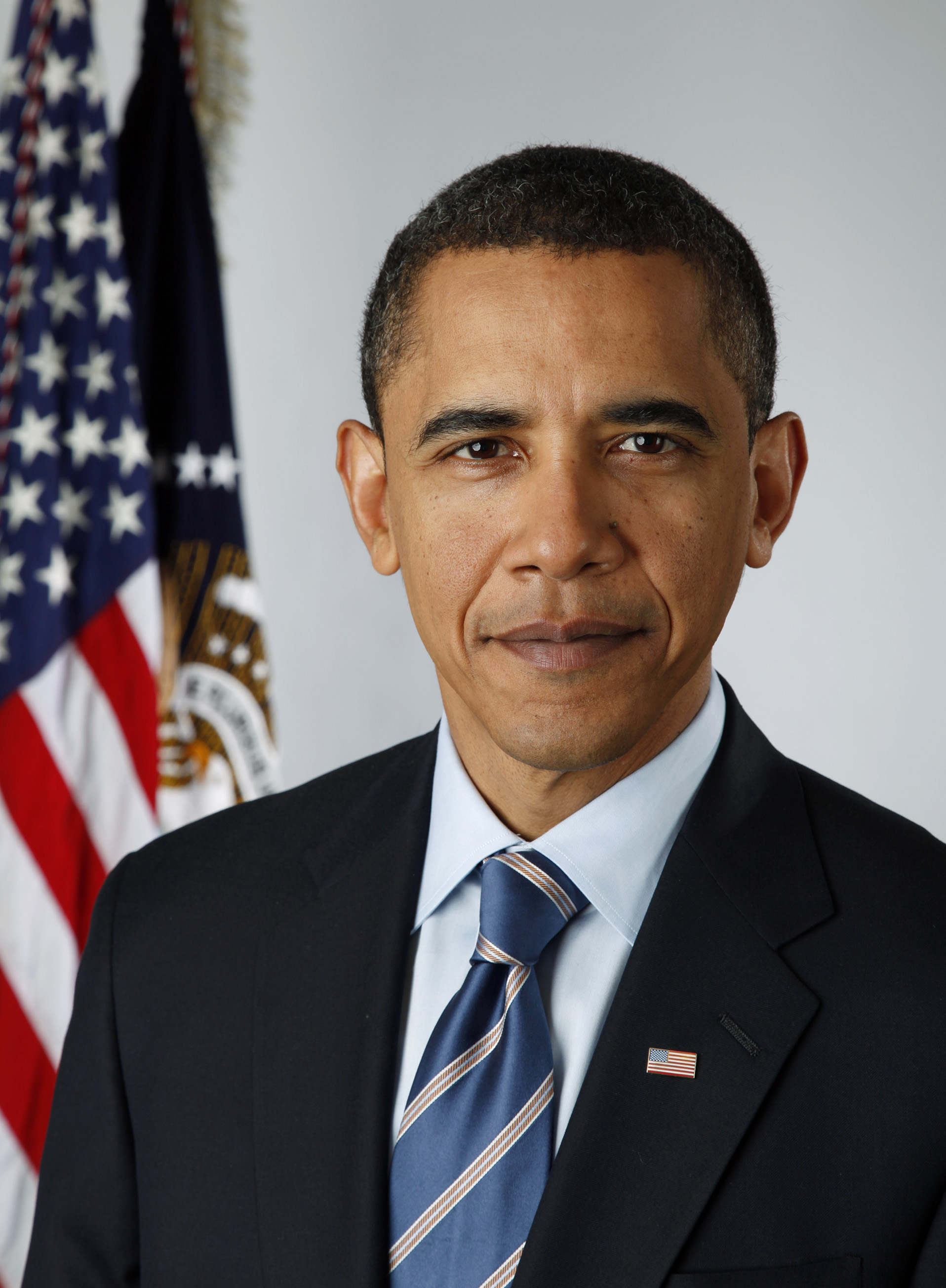
Barack Obama, o primeiro presidente afro-americano dos Estados Unidos em 20 de janeiro de 2009
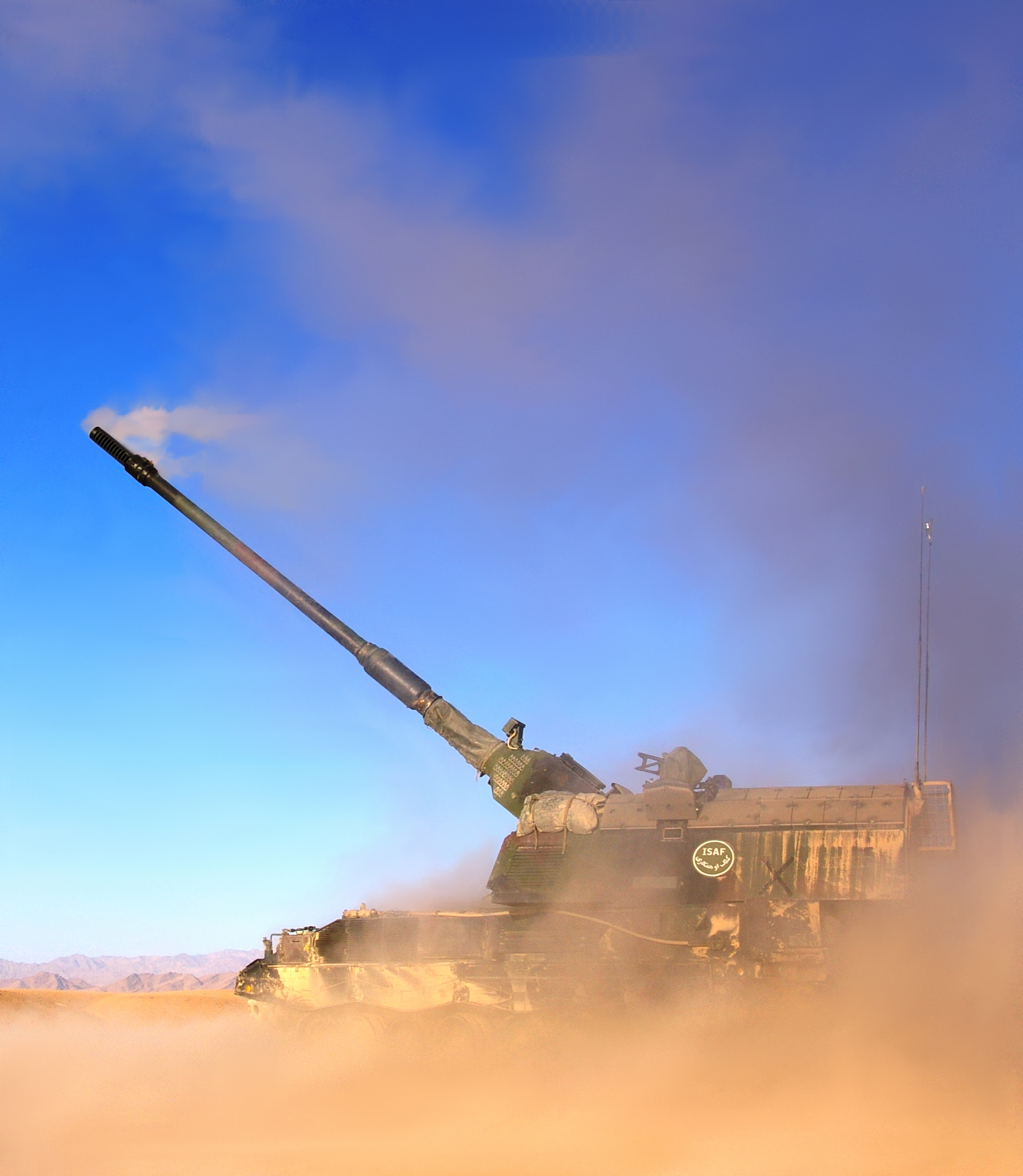
Guerra do Afeganistão entre 2001 e 2014.
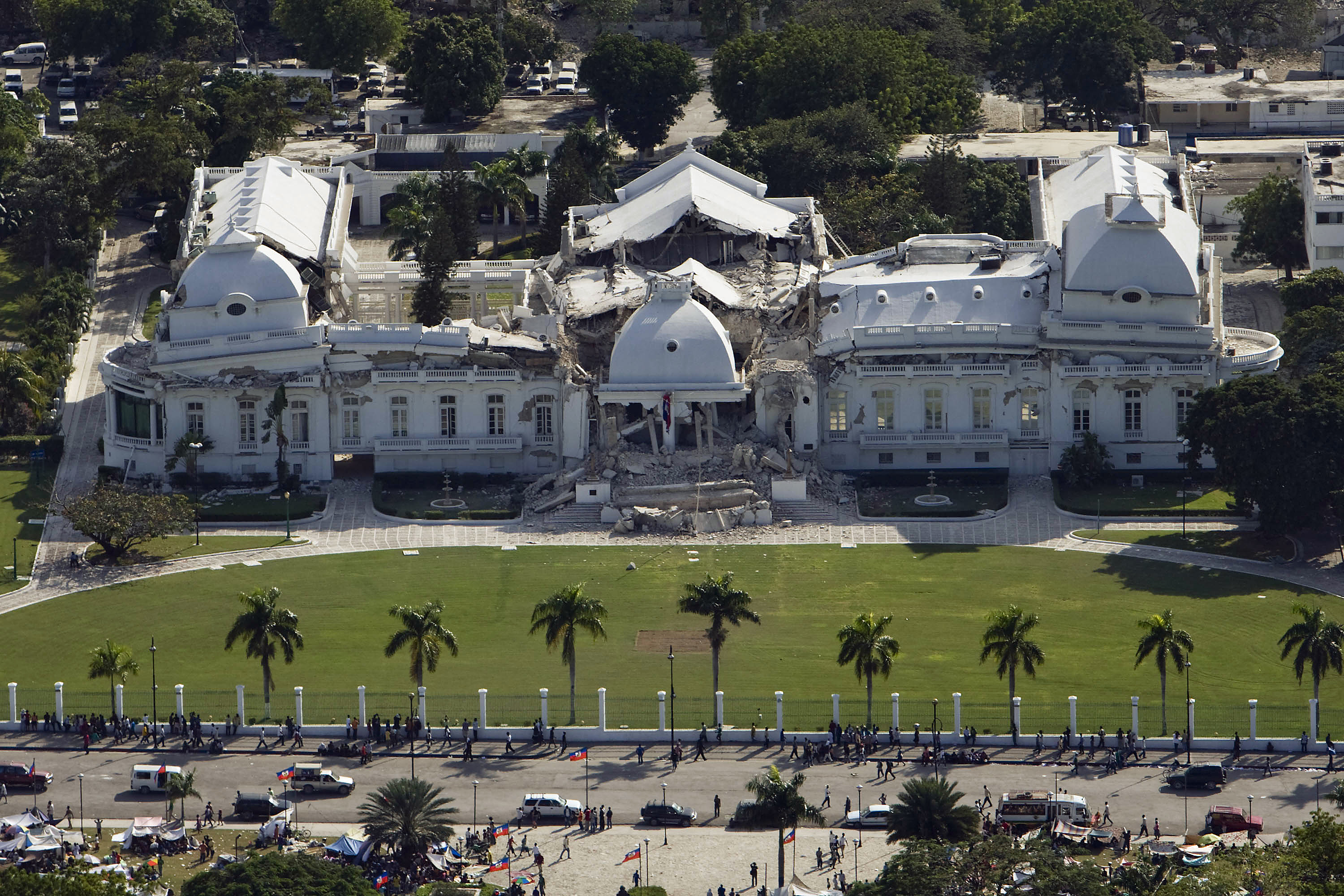
Terremoto do Haiti de 2010.
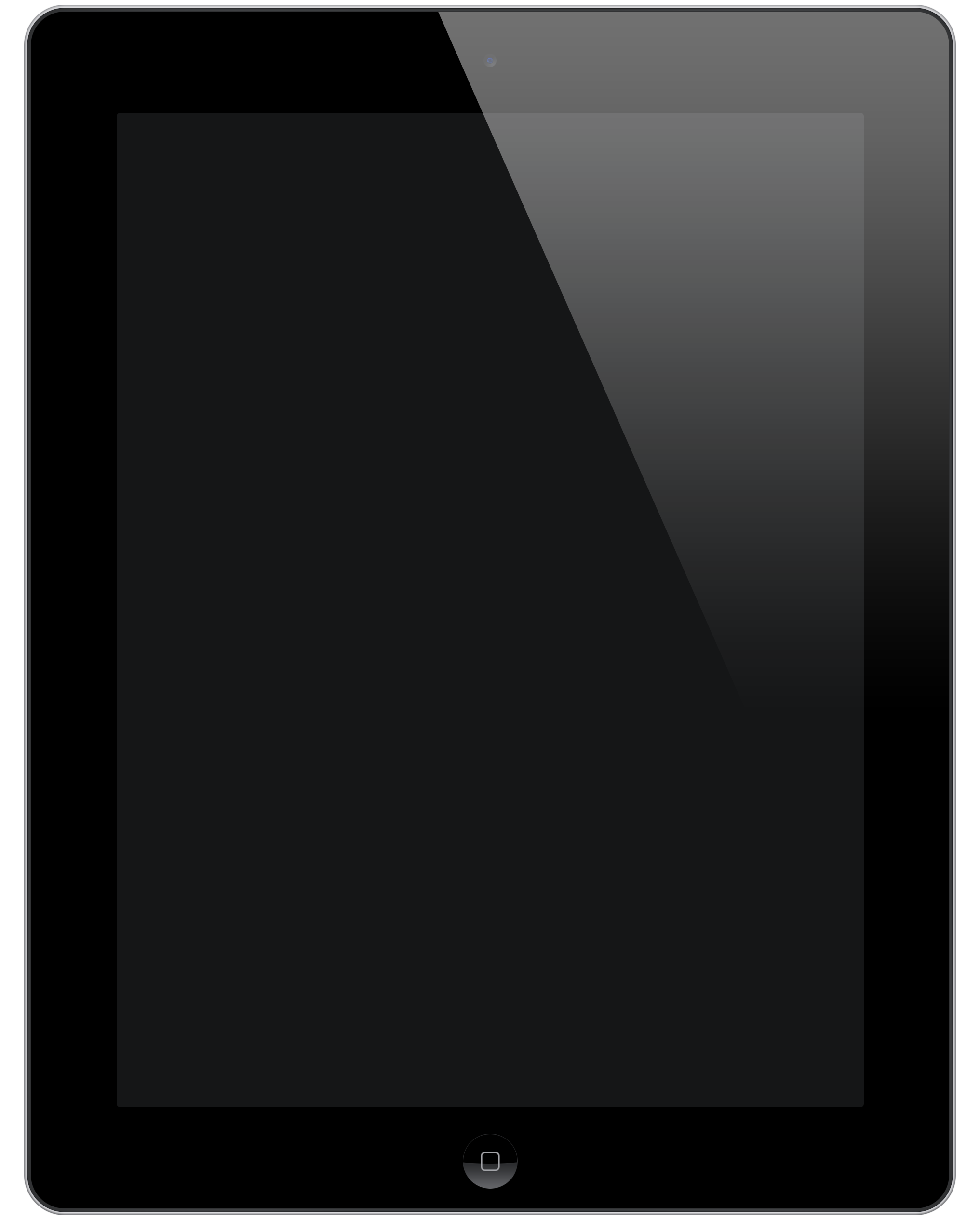
Em 2010 é lançado o iPad, tendo início a era dos tablets
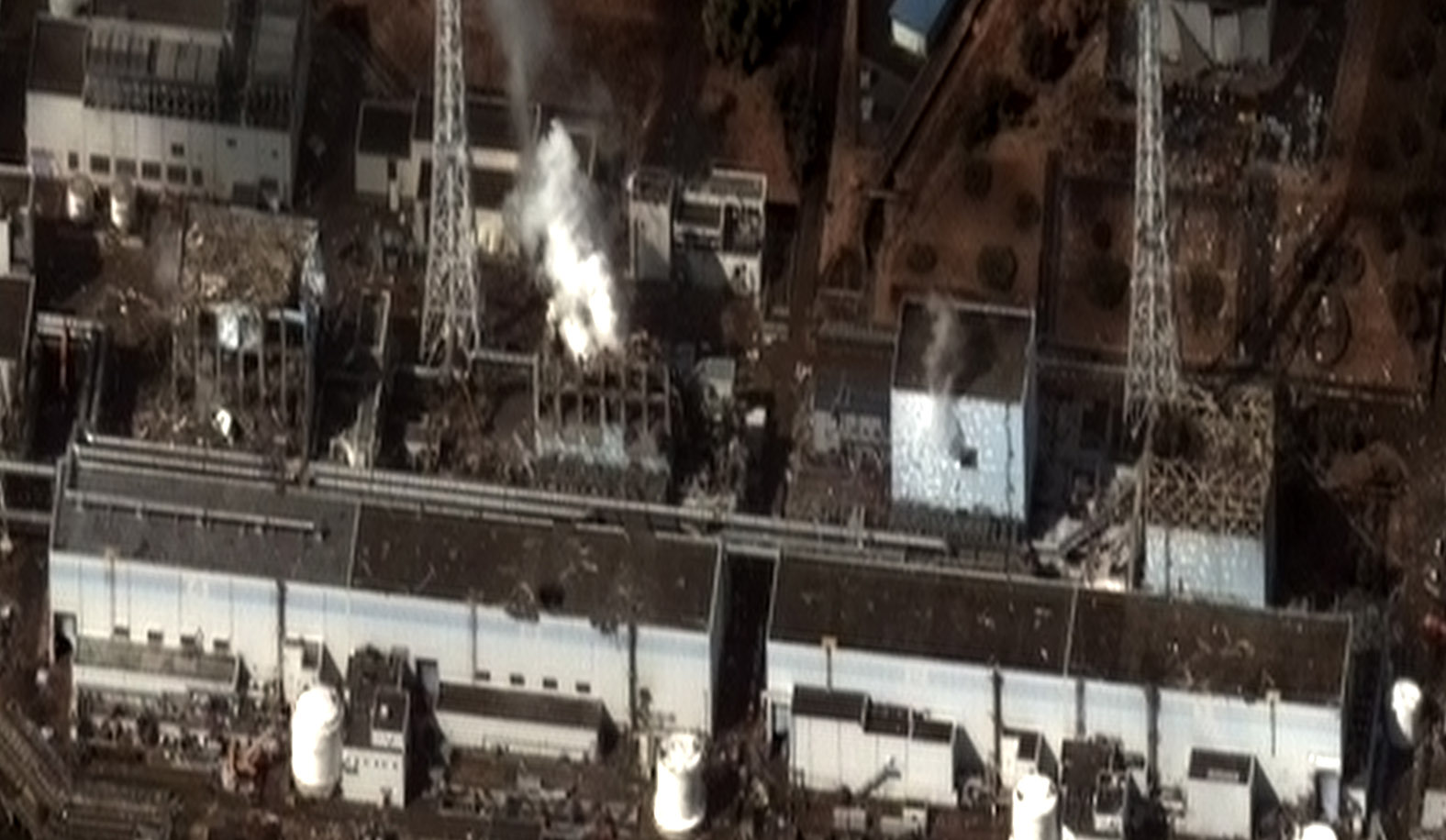
Acidente nuclear de Fukushima I em 11 de março de 2011
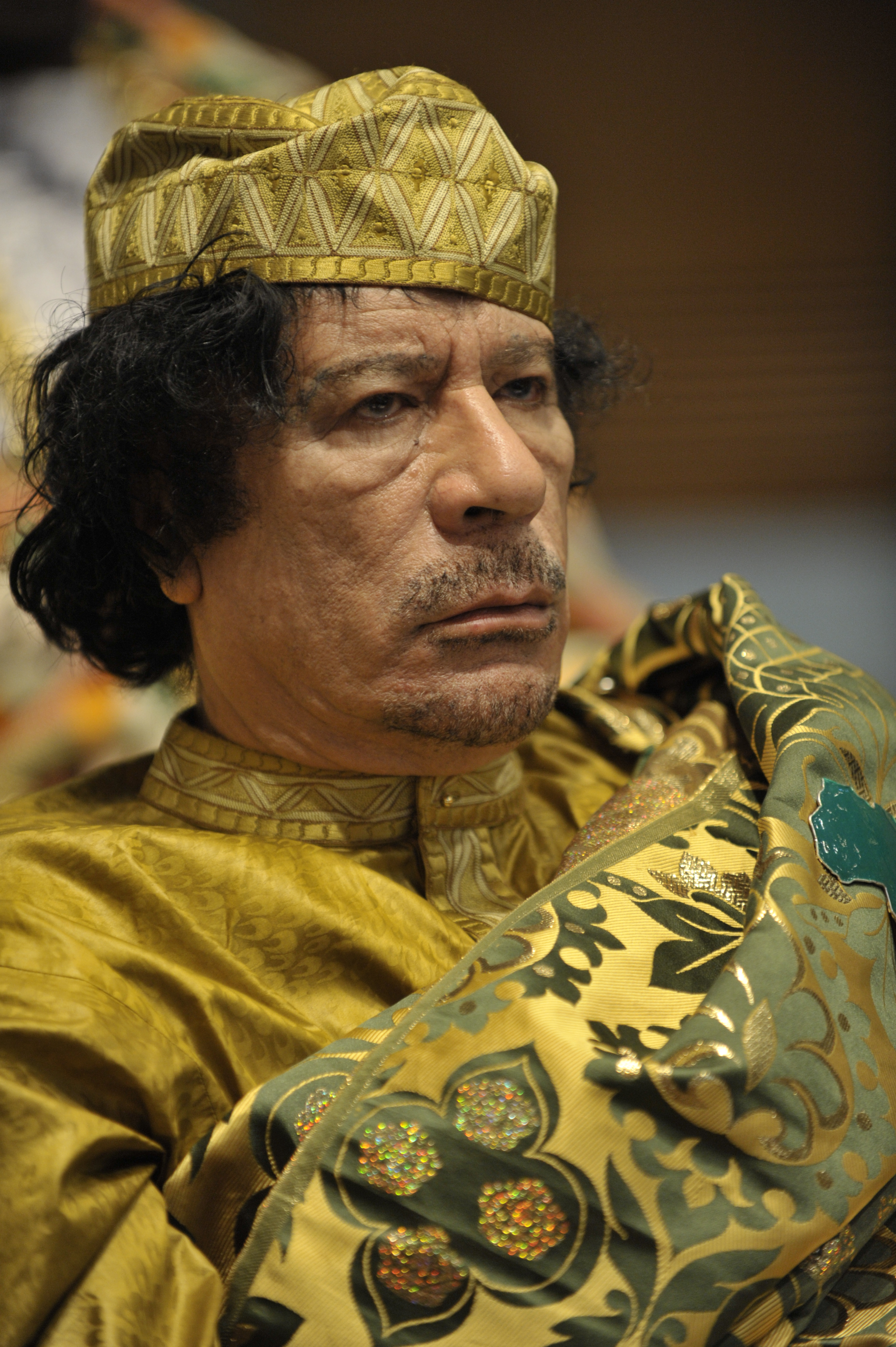
Em 20 de outubro de 2011 Muammar Gaddafi é capturado e morto, pondo fim a mais de 40 anos da sua ditadura na Líbia
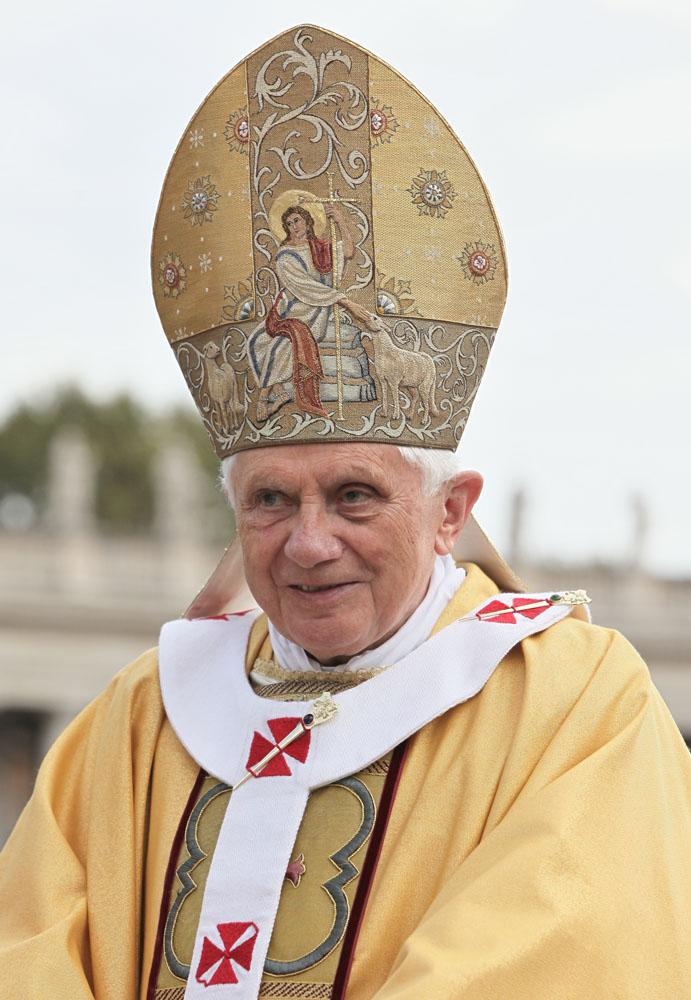
Papa Bento XVI, primeiro a abdicar desde o século XIII. Em seu pontificado ocorreu o escândalo do Vatileaks.
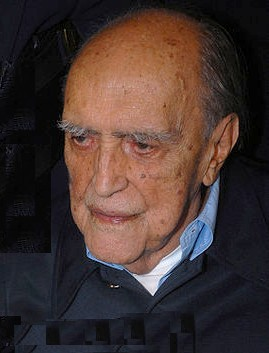
Oscar Niemeyer arquiteto Brasileiro
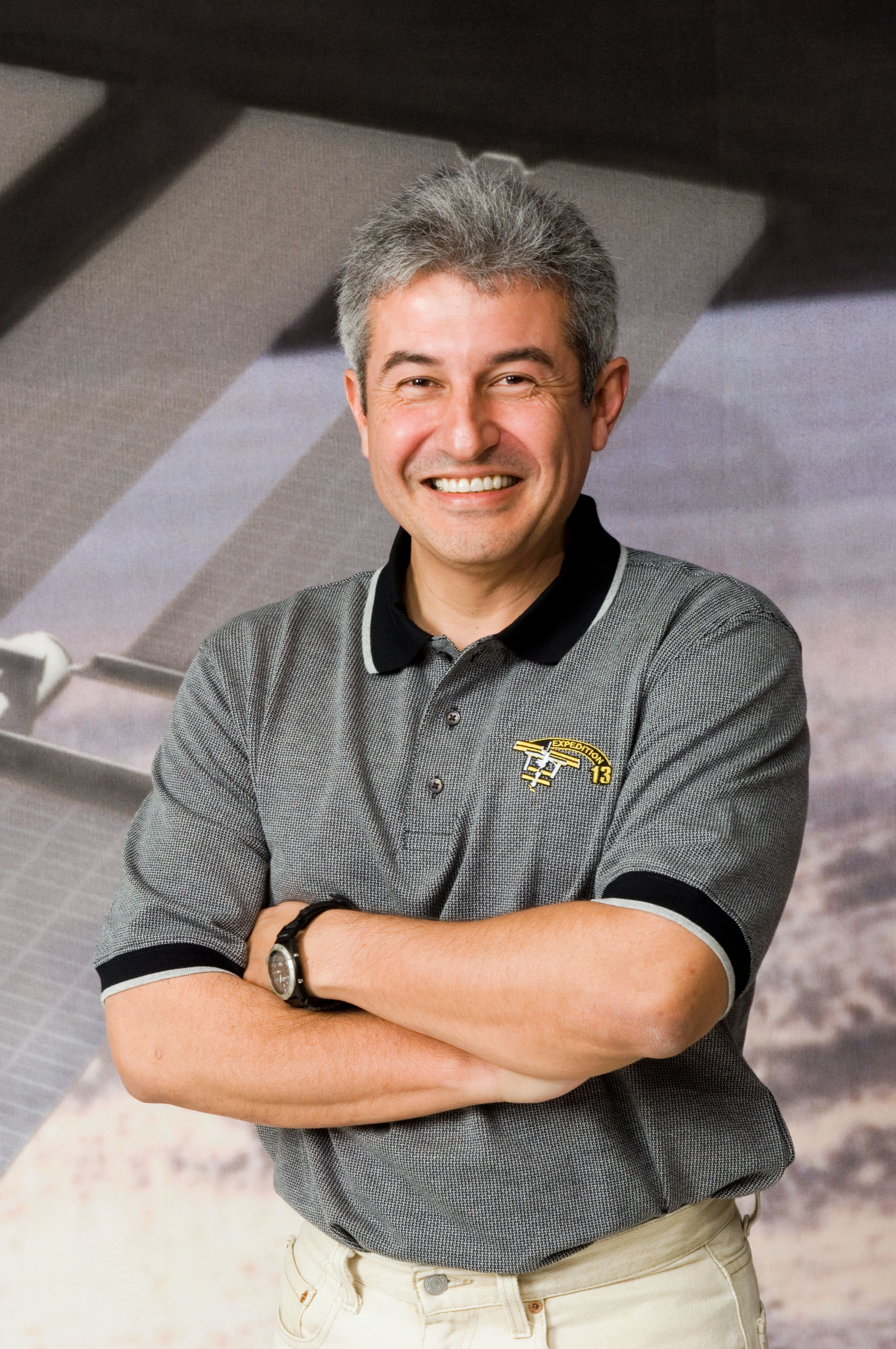
Marcos Pontes o primeiro astronauta Brasileiro
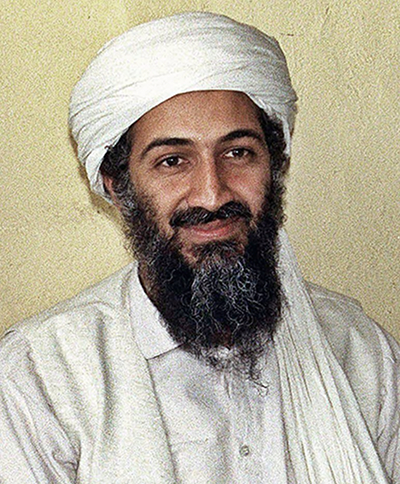
Osama bin Laden considerado um dos maiores terroristas do século XXI
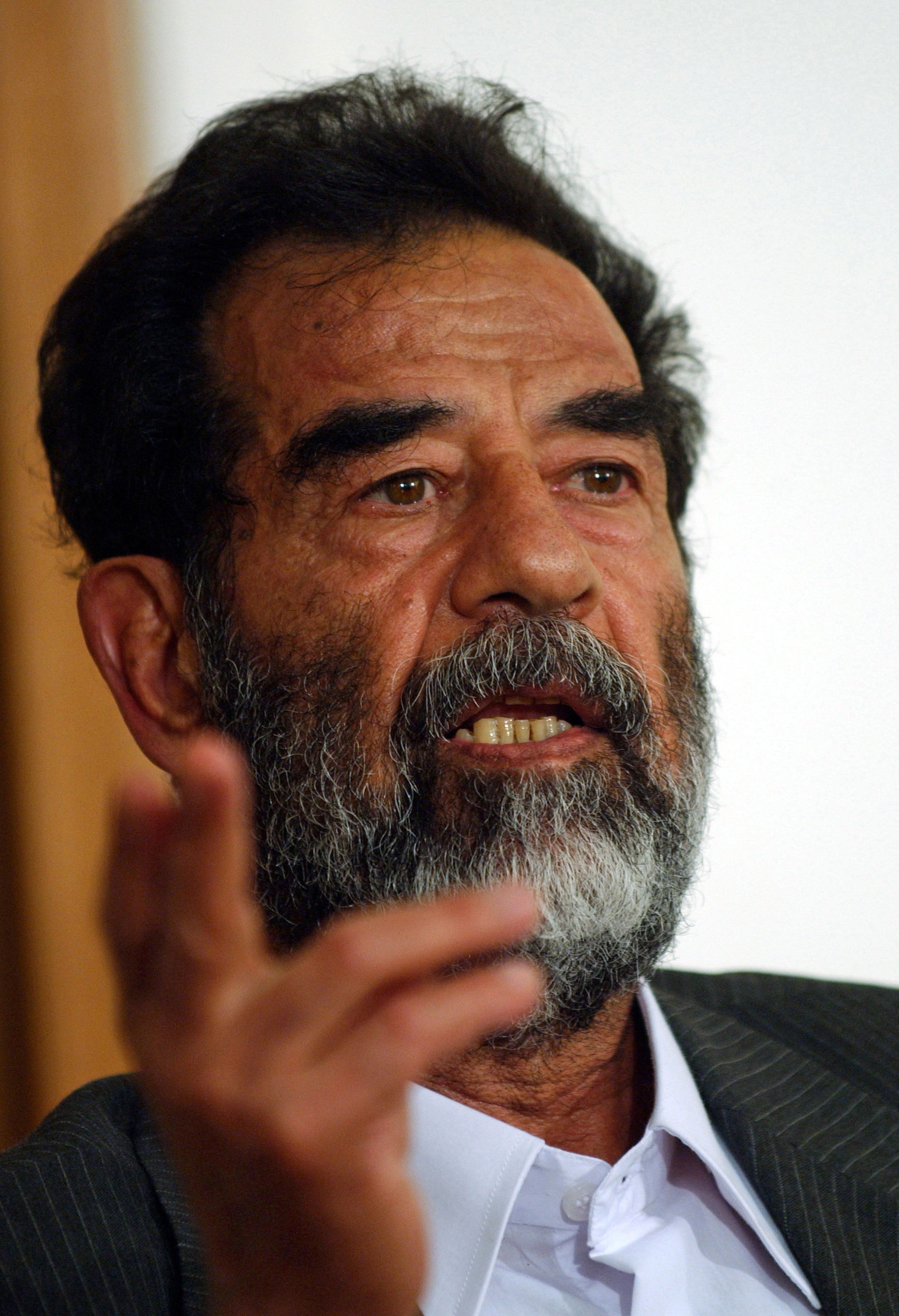
Saddam Hussein, presidente iraquiano
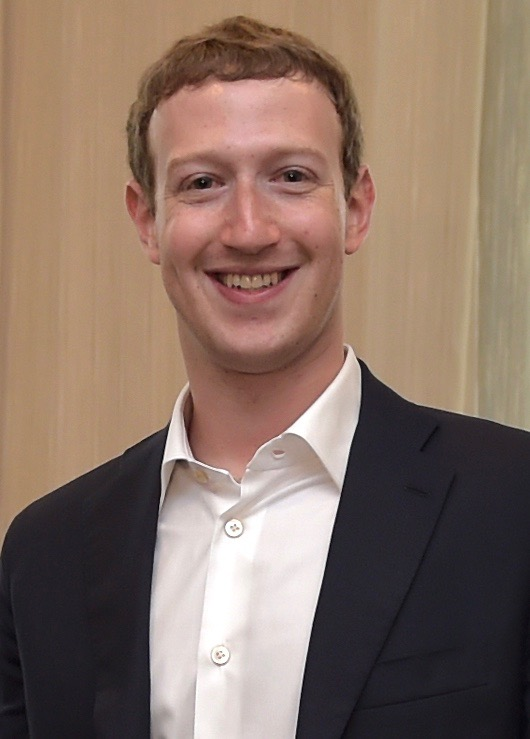
Mark Zuckerberg fundador do Facebook
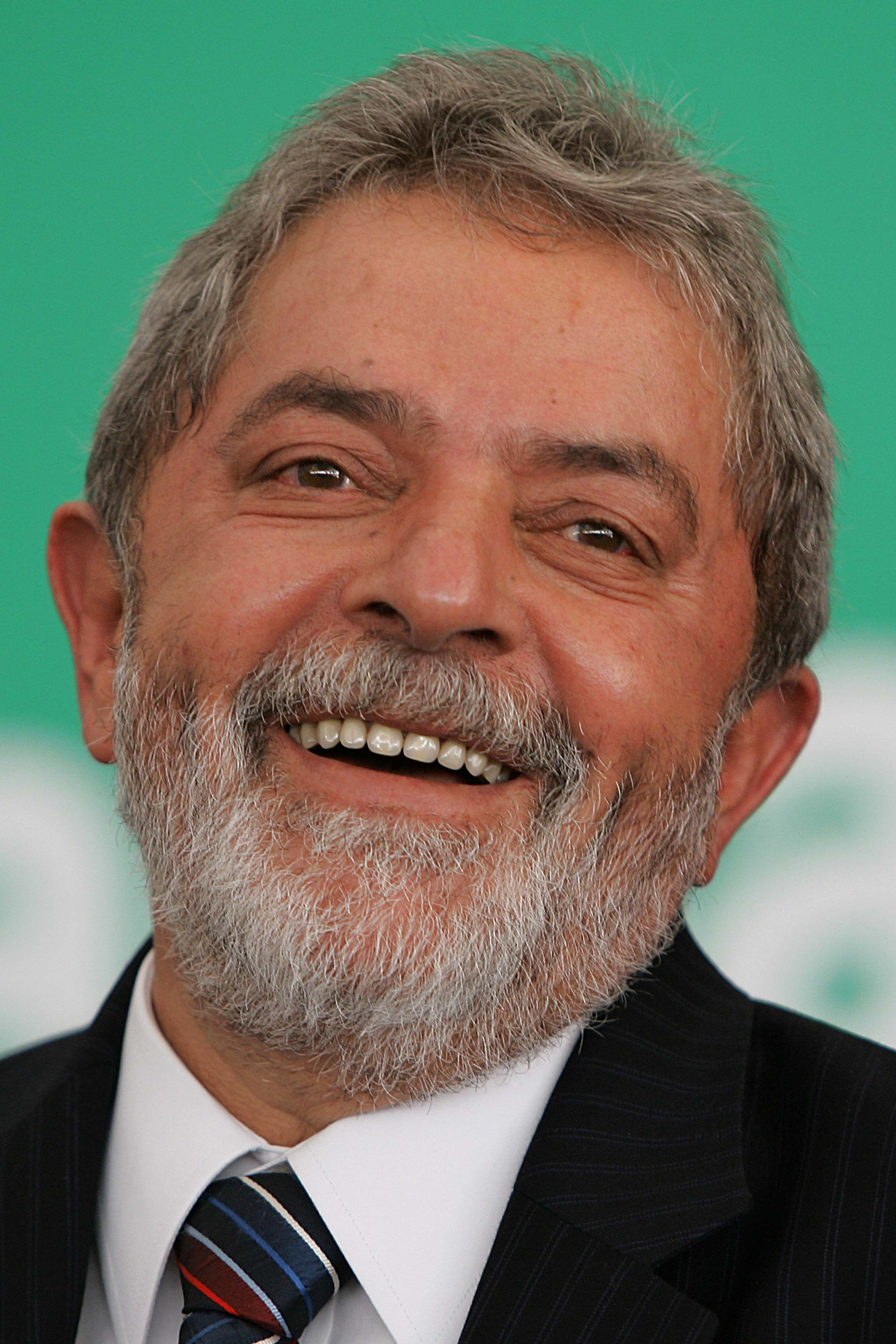
Luiz Inácio Lula da Silva presidente da República Federativa do Brasil, de 2003 até 2011
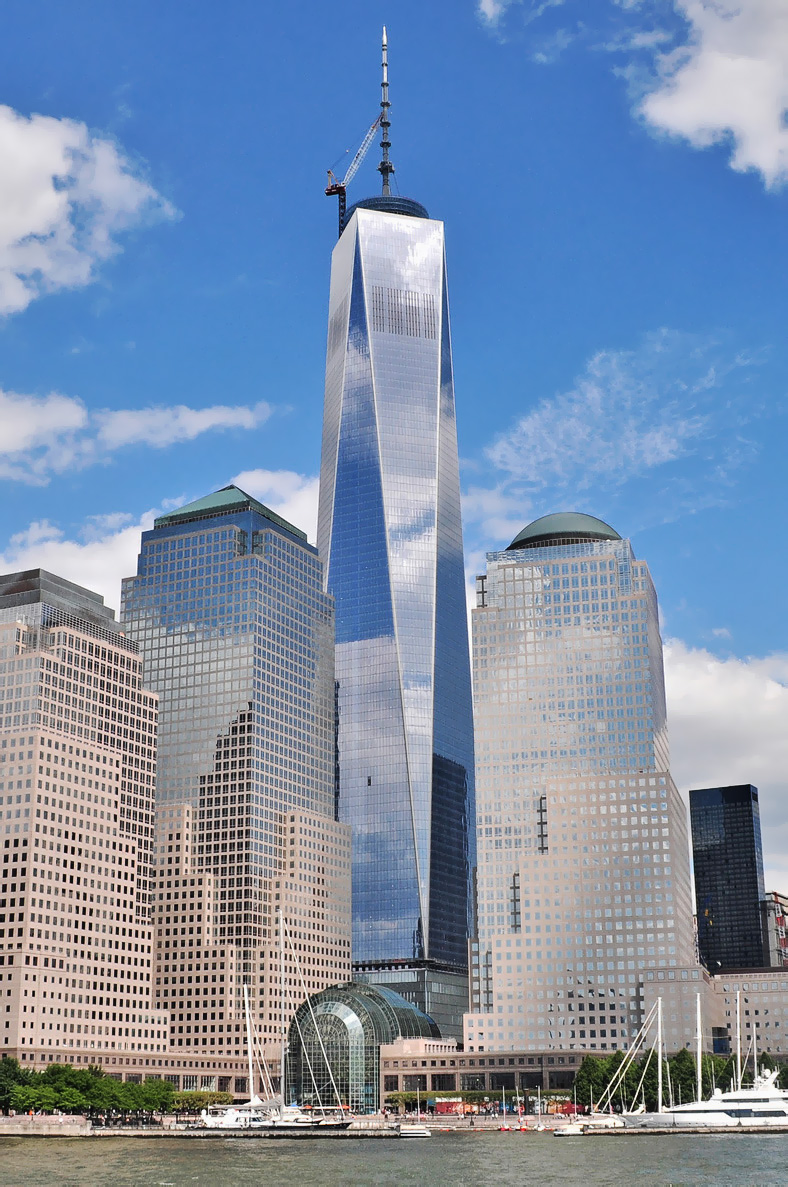
One World Trade Center
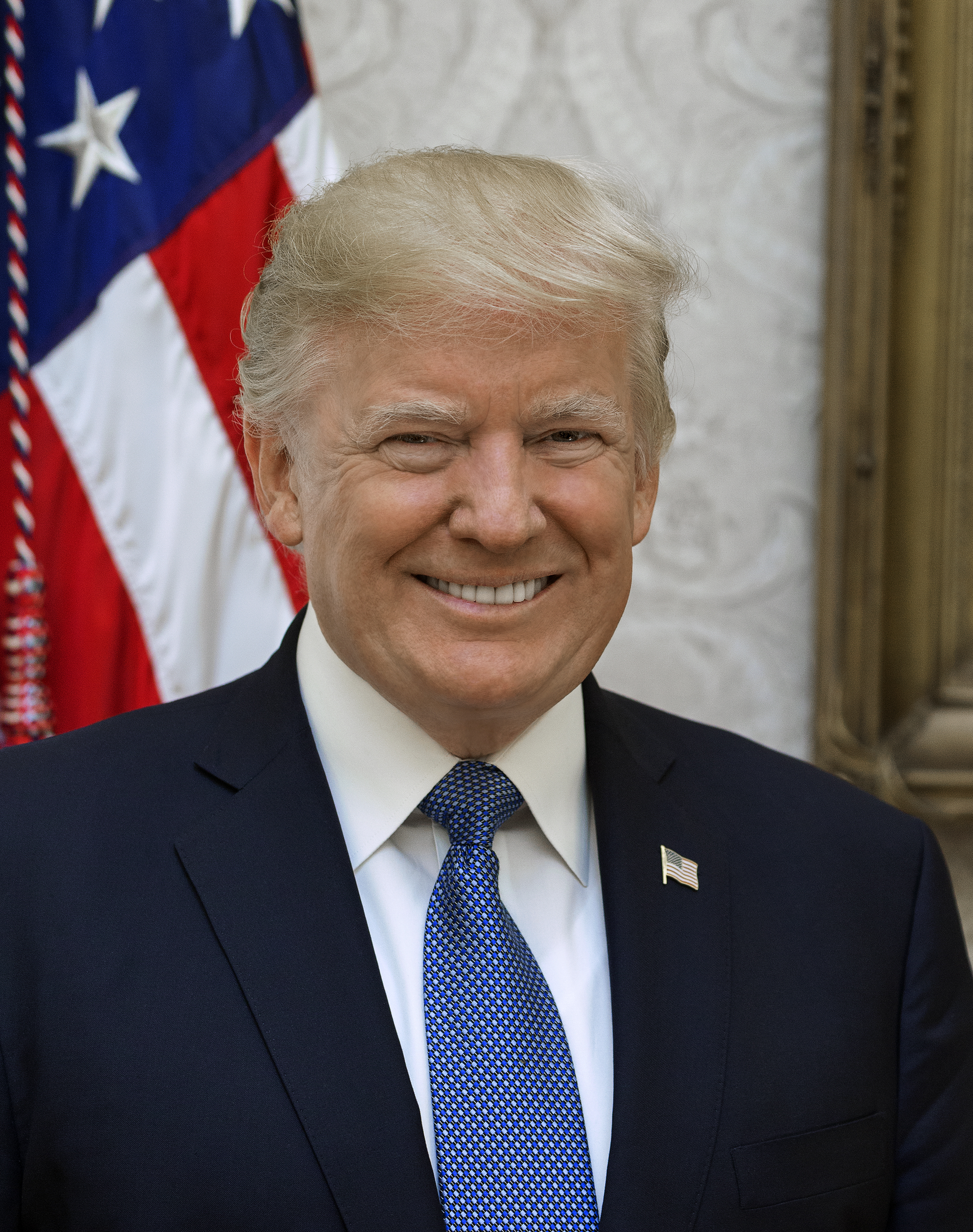
Donald Trump, o 45º presidente dos Estados Unidos
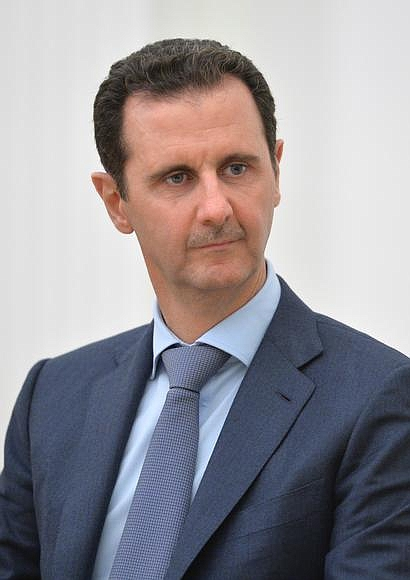
Bashar al-Assad
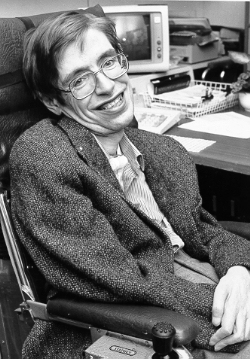
Stephen Hawking físico teórico e cosmólogo britânico
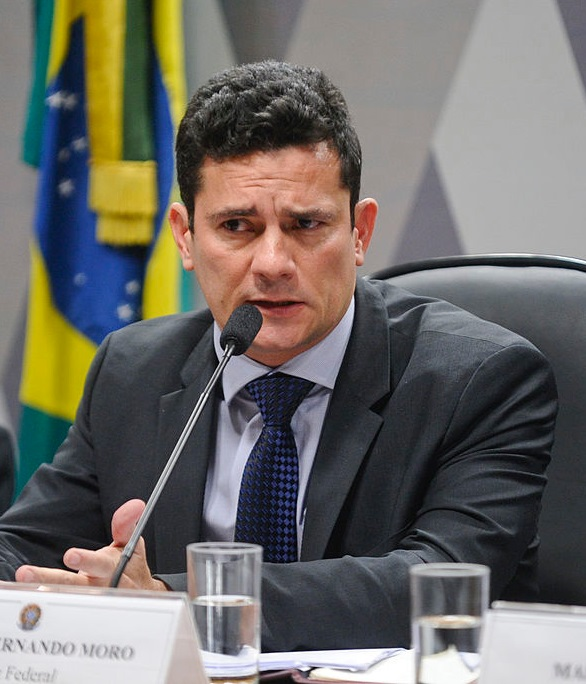
Sergio Moro
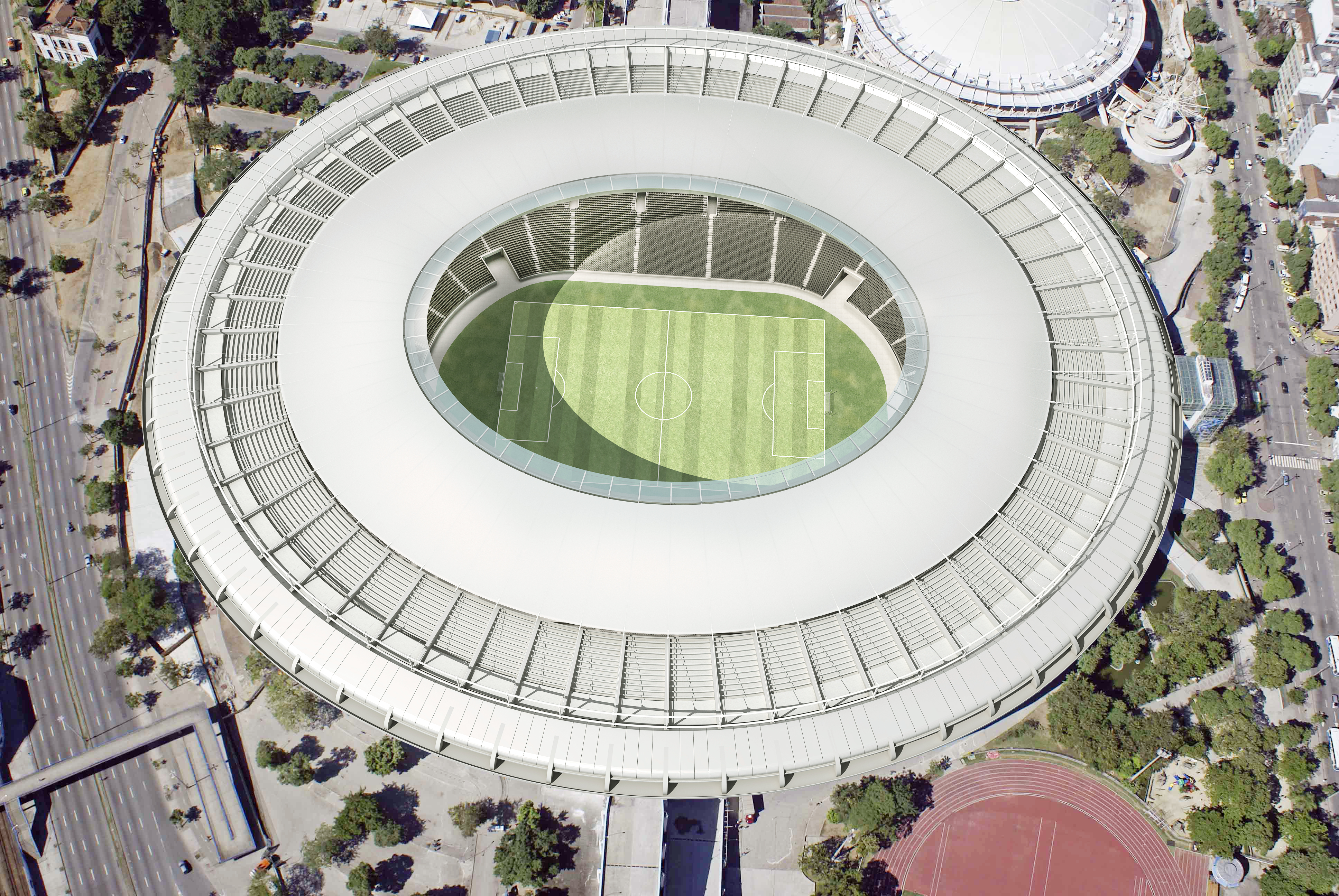
Copa do Mundo FIFA 2014 no Brasil
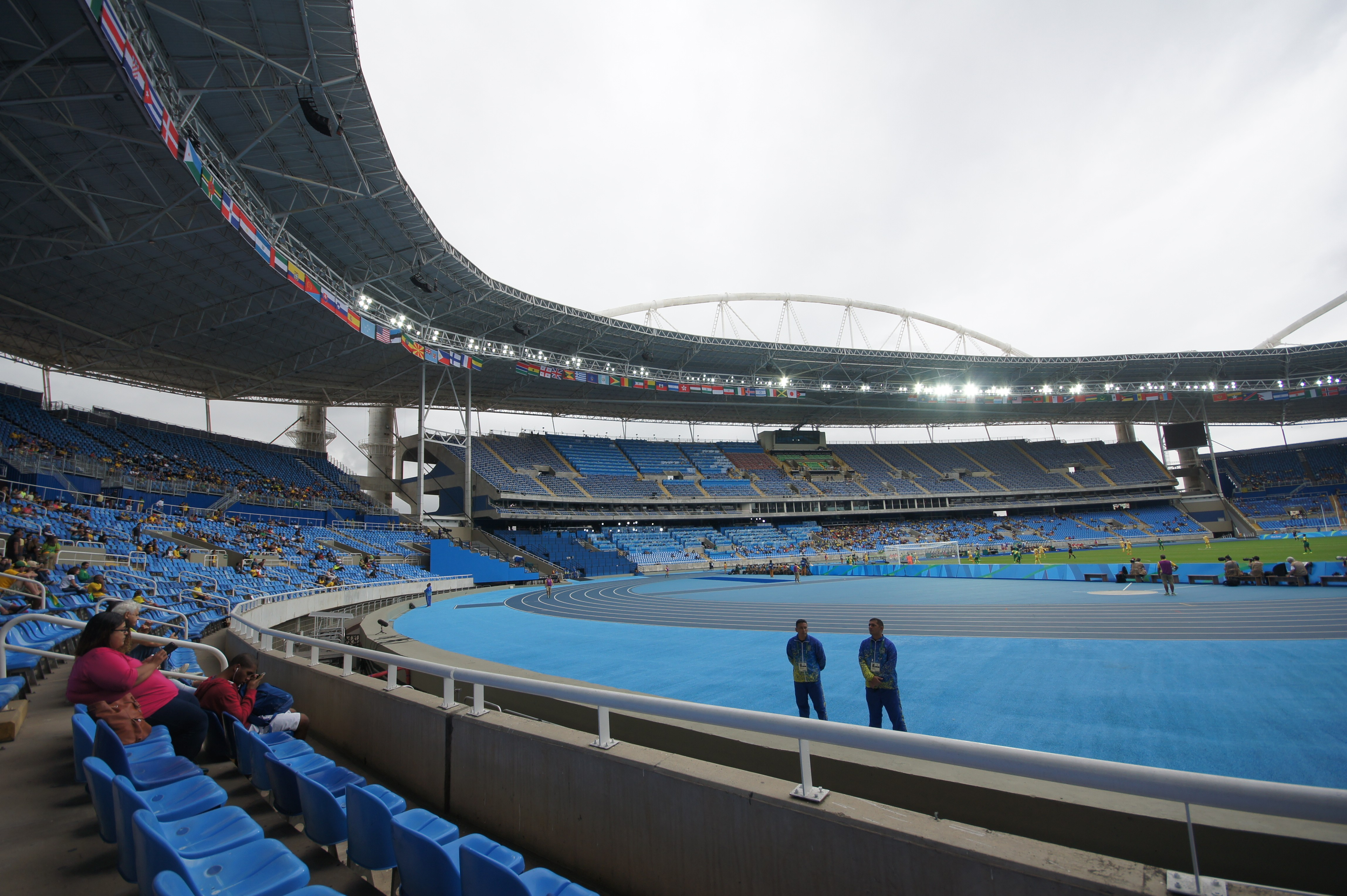
Jogos Olímpicos de Verão de 2016 com sede na cidade do Rio de Janeiro
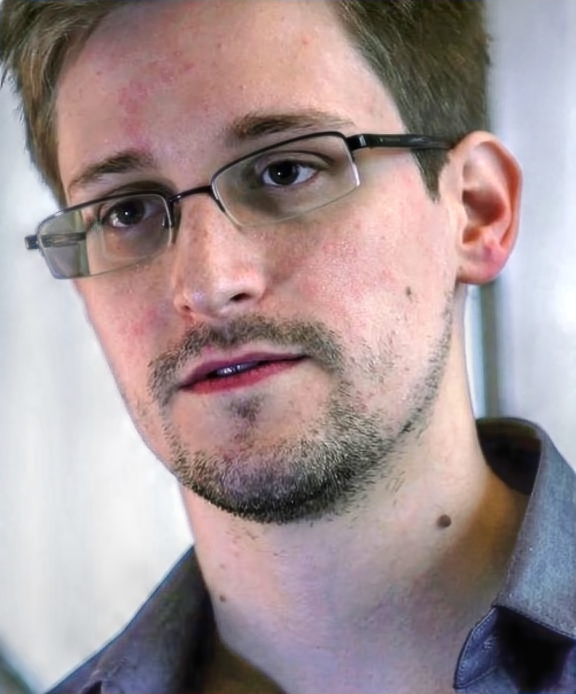
Edward Snowden
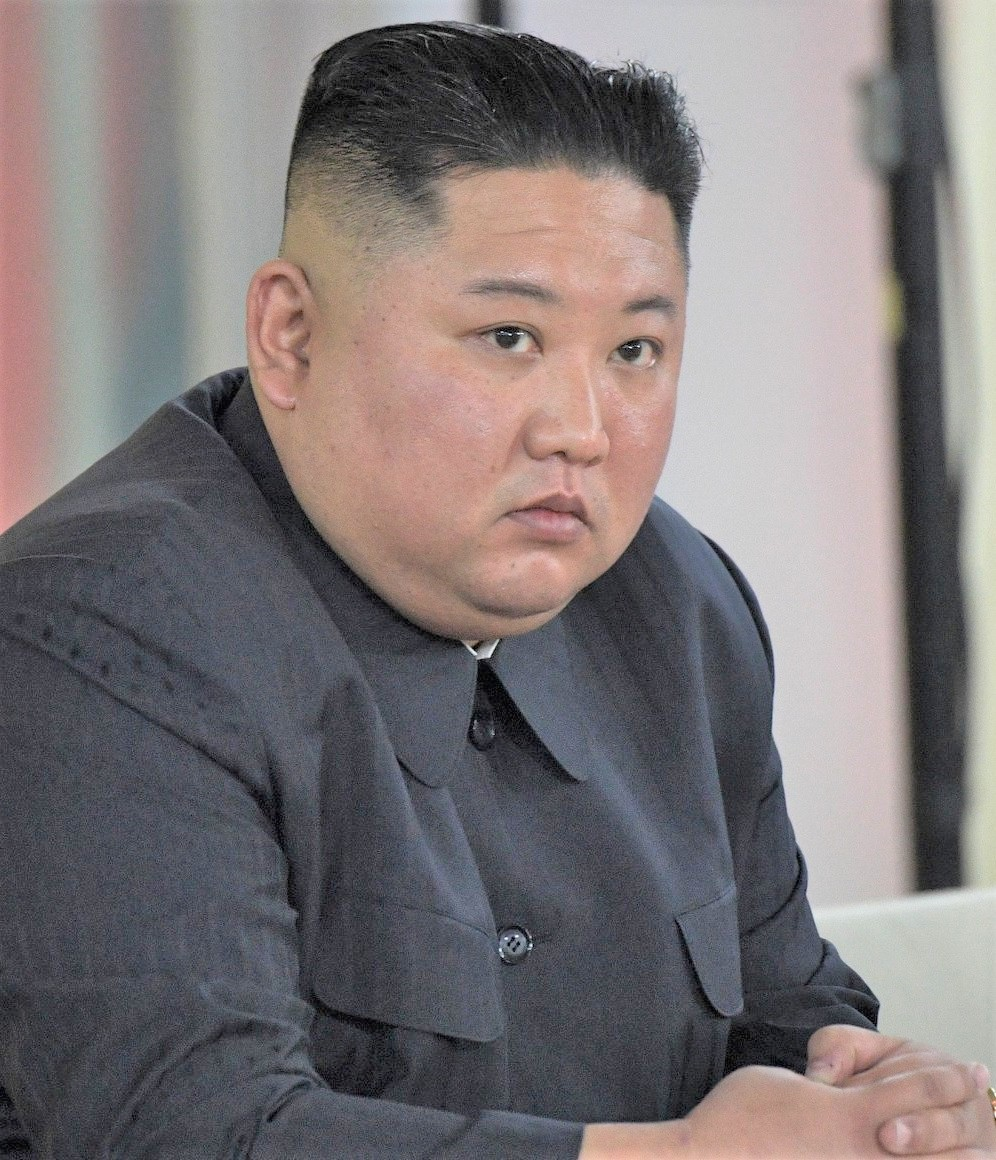
Kim Jong-un
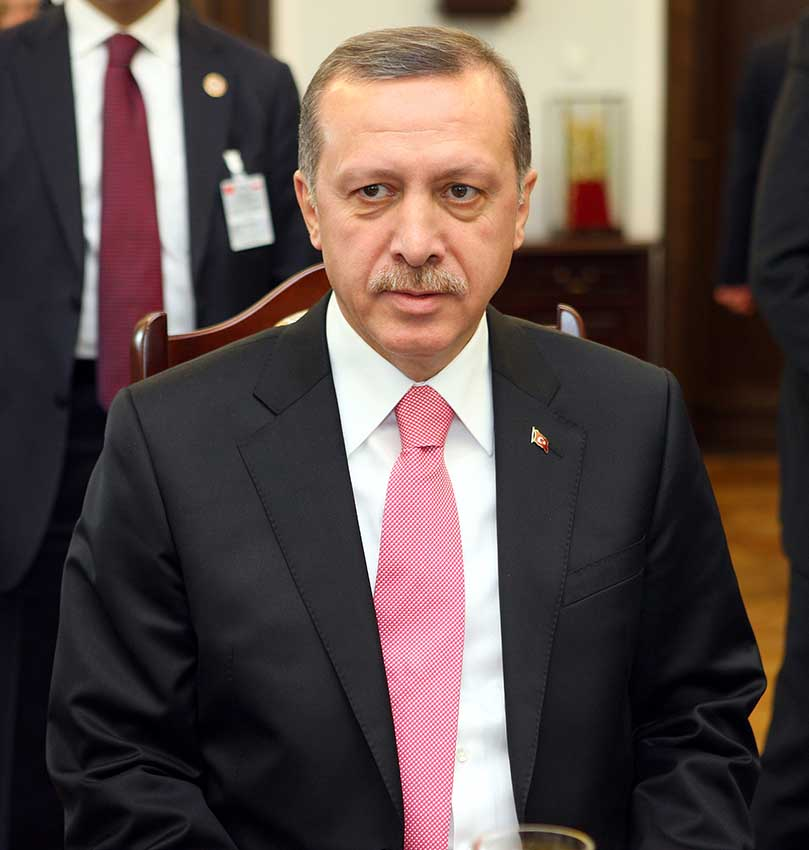
Tayyip Erdoğan
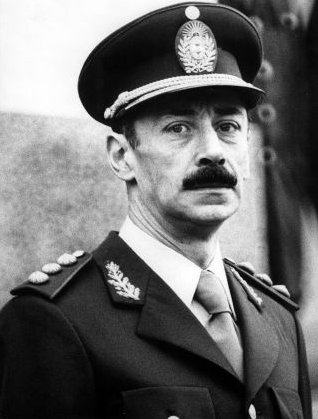
17 de maio de  2013 morre o ex-ditador da Argentina Jorge Rafael Videla
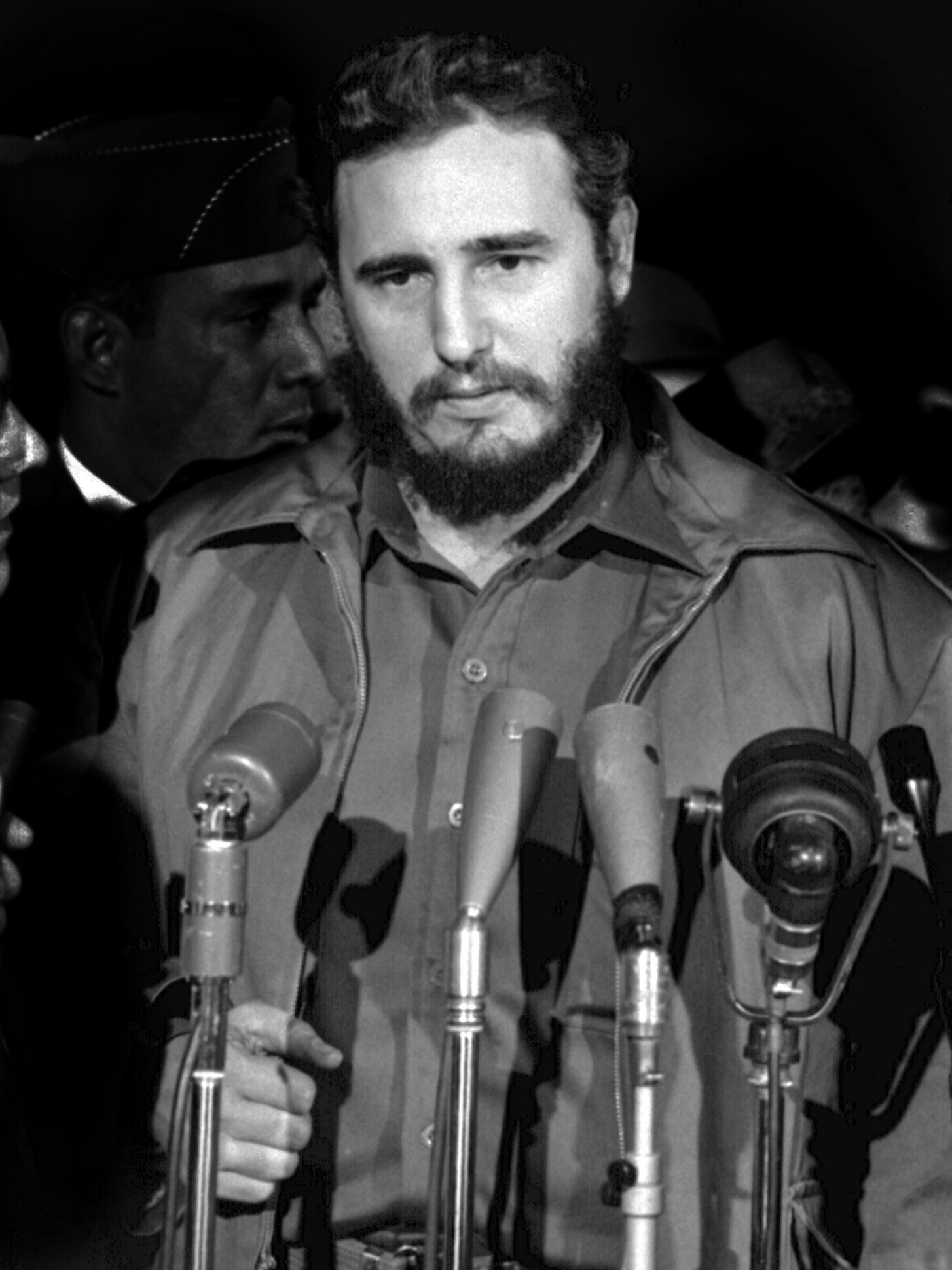
25 de novembro de 2016 morre  Fidel Castro
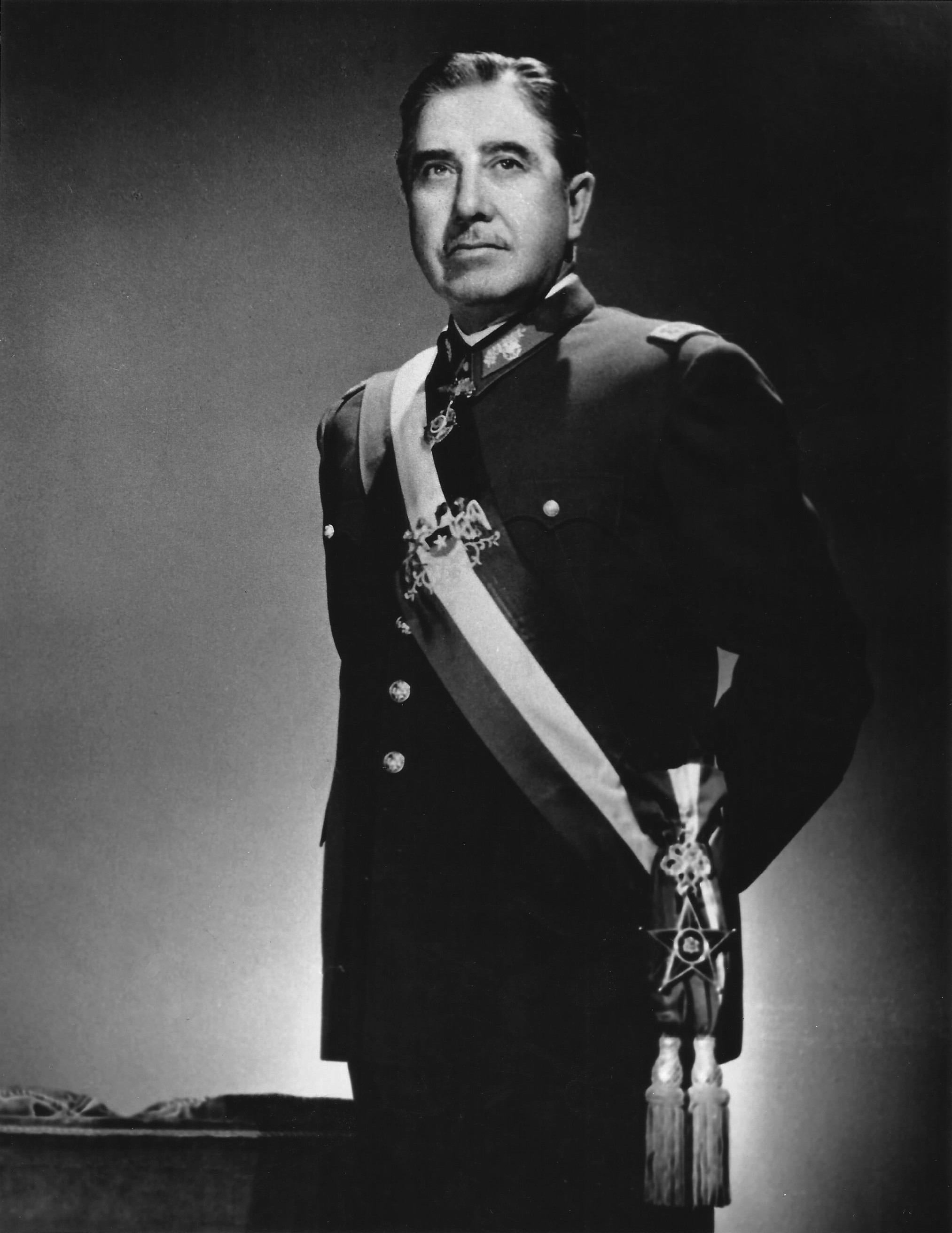
10 de dezembro de 2006 morre o ex-ditador do Chile Augusto Pinochet
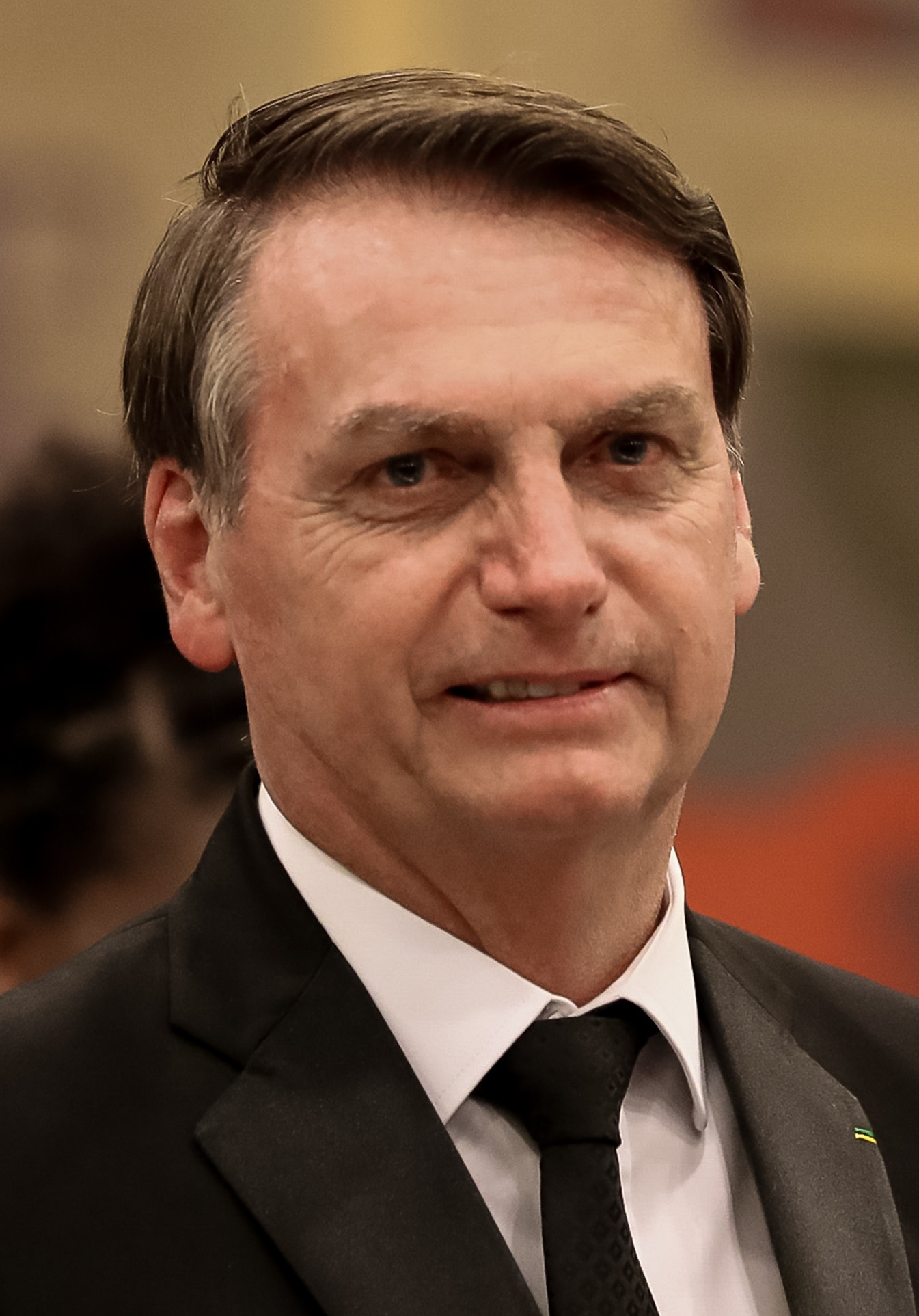
Jair Bolsonaro
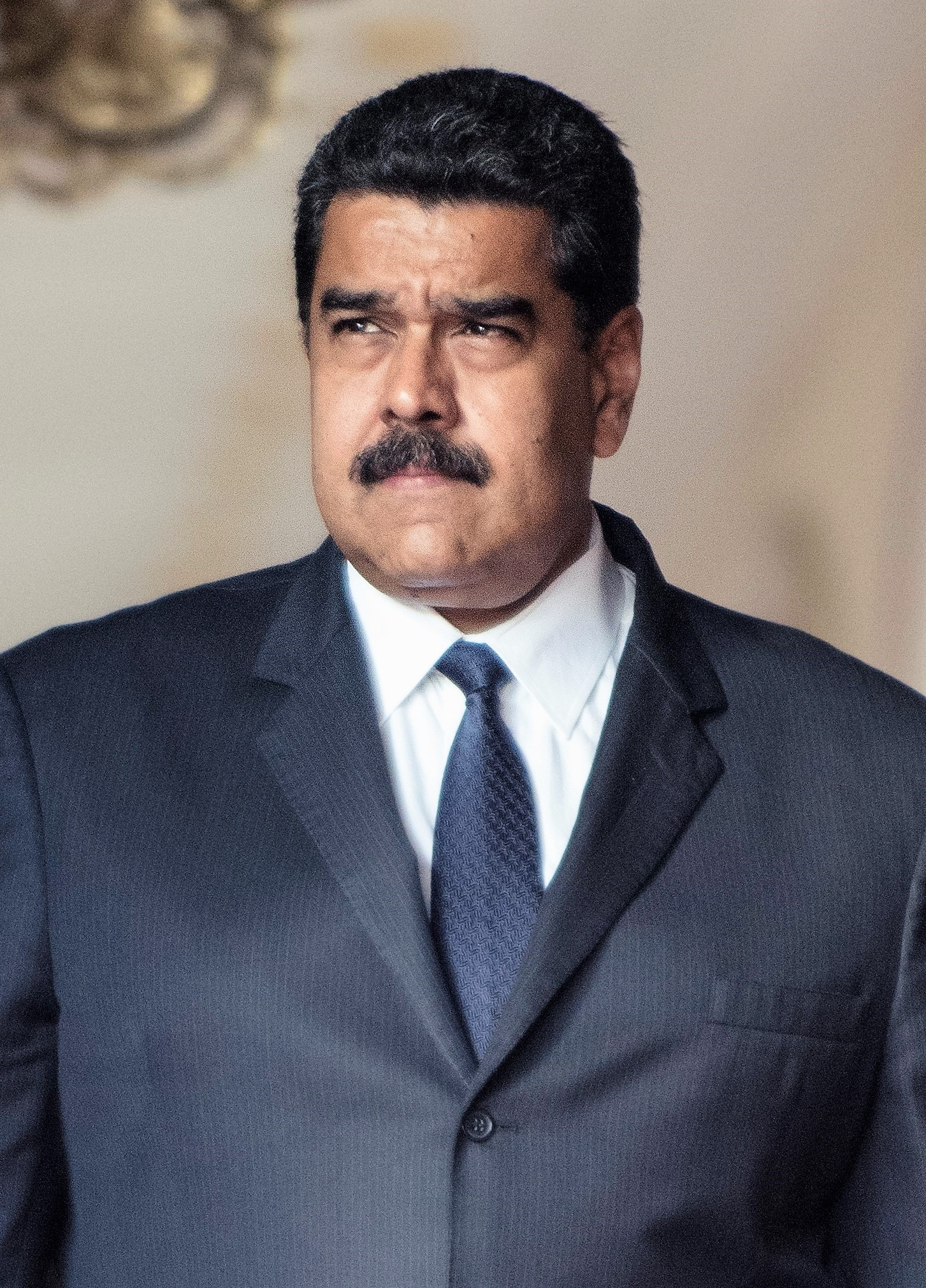
Nicolás Maduro
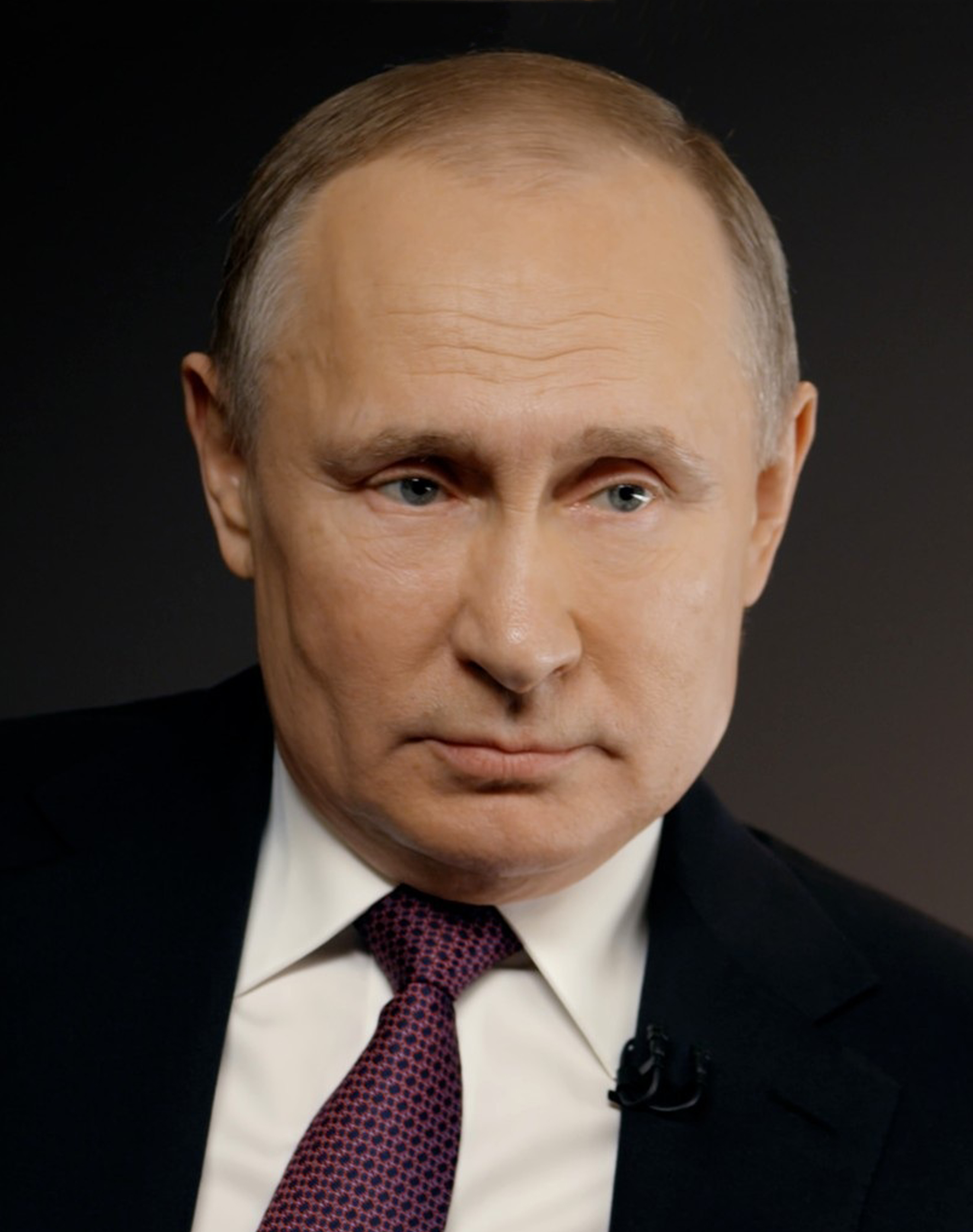
Vladimir Putin
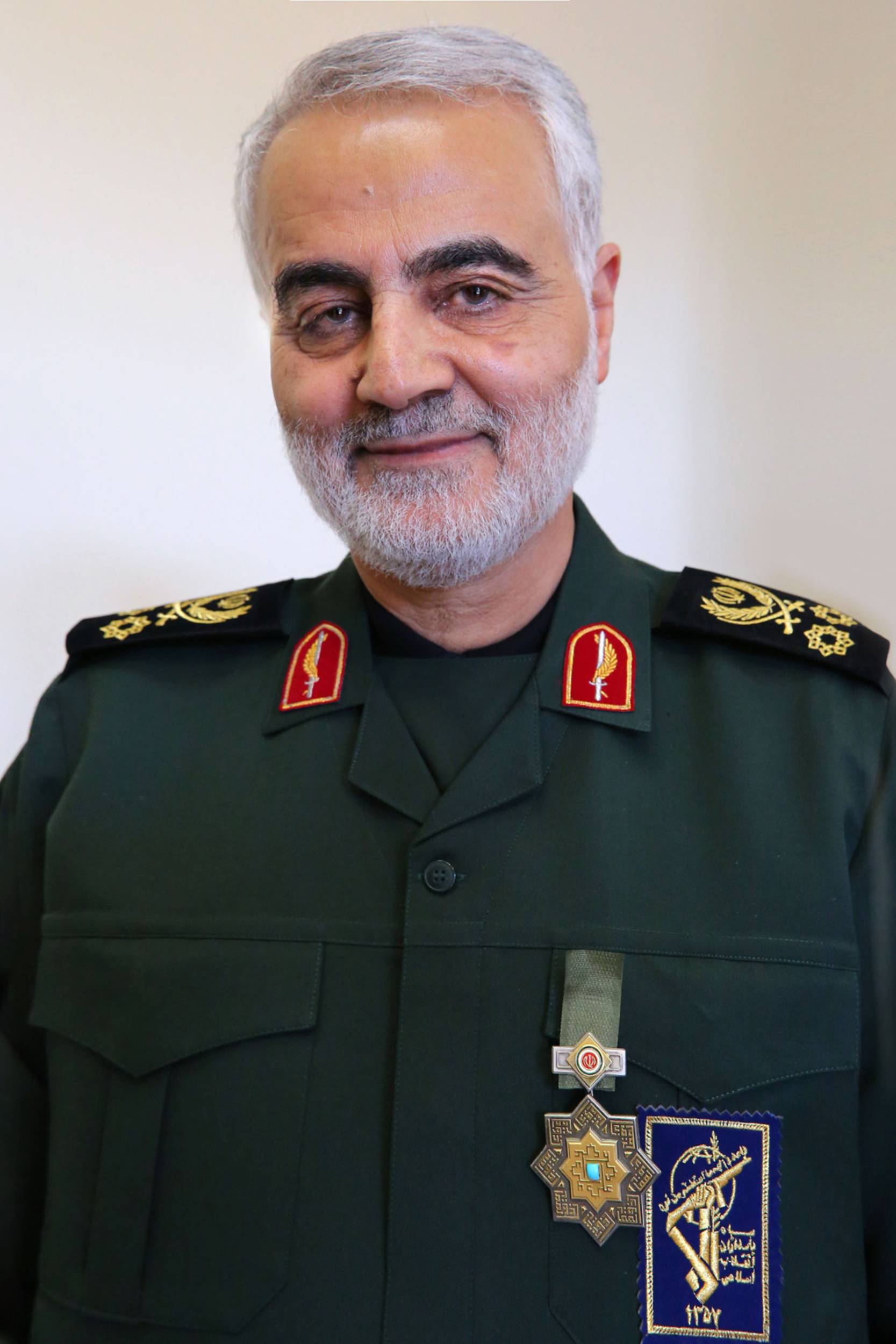
Qasem Soleimani
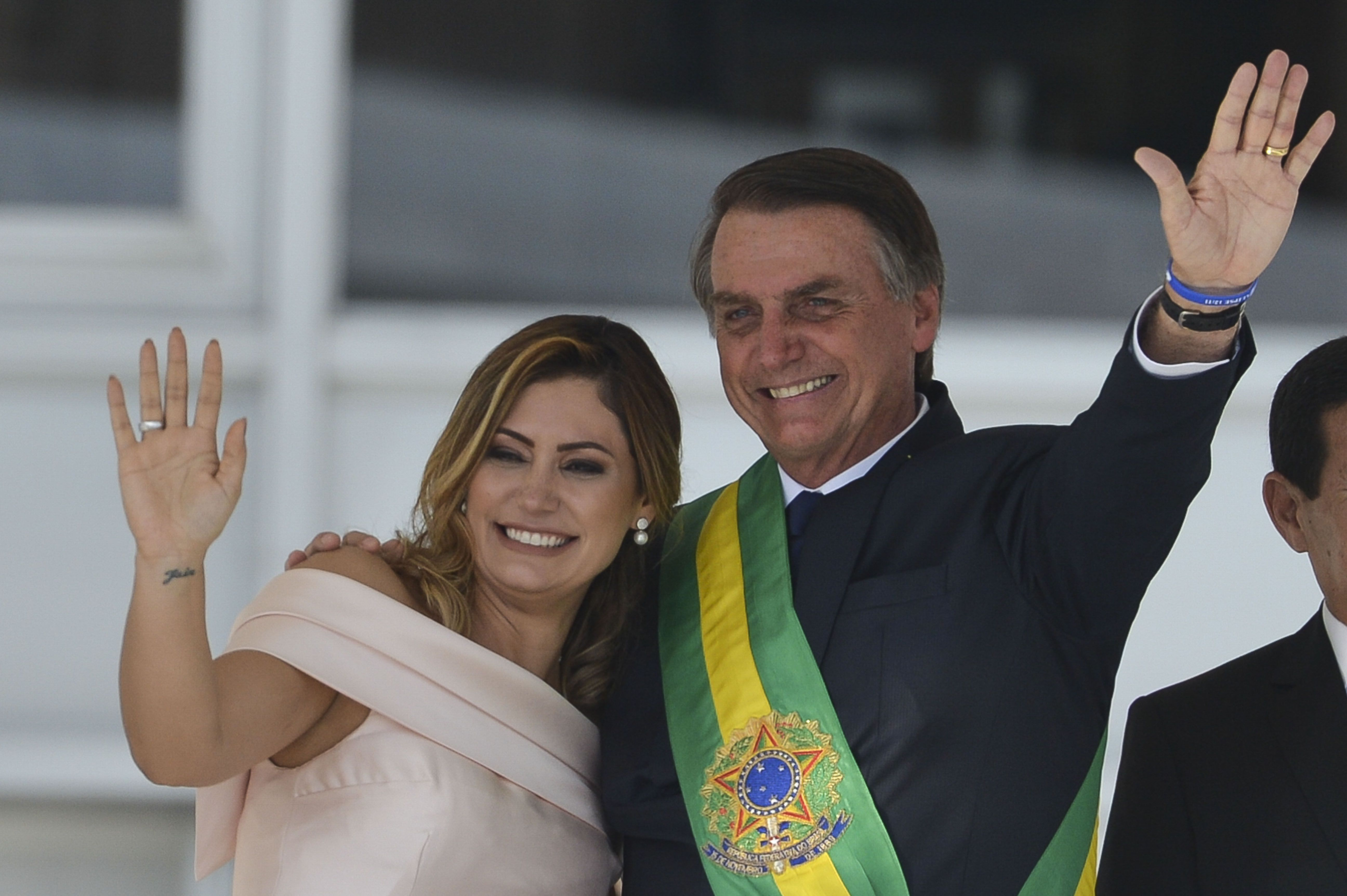
Jair Bolsonaro, eleito Presidente da República Federativa do Brasil, juntamente com a então primeira-dama Michelle Bolsonaro no dia de sua posse, Janeiro de 2019.

## Décadas
Década de 2000 | Década de 2010 | Década de 2020 | Década de 2030 | Década de 2040
Década de 2050 | Década de 2060 | Década de 2070 | Década de 2080 | Década de 2090

## Anos
2001 | 2002 | 2003 | 2004 | 2005 | 2006 | 2007 | 2008 | 2009 | 2010
2011 | 2012 | 2013 | 2014 | 2015 | 2016 | 2017 | 2018 | 2019 | 2020
2021 | 2022 | 2023 | 2024 | 2025 | 2026 | 2027 | 2028 | 2029 | 2030
2031 | 2032 | 2033 | 2034 | 2035 | 2036 | 2037 | 2038 | 2039 | 2040
2041 | 2042 | 2043 | 2044 | 2045 | 2046 | 2047 | 2048 | 2049 | 2050
2051 | 2052 | 2053 | 2054 | 2055 | 2056 | 2057 | 2058 | 2059 | 2060
2061 | 2062 | 2063 | 2064 | 2065 | 2066 | 2067 | 2068 | 2069 | 2070
2071 | 2072 | 2073 | 2074 | 2075 | 2076 | 2077 | 2078 | 2079 | 2080
2081 | 2082 | 2083 | 2084 | 2085 | 2086 | 2087 | 2088 | 2089 | 2090
2091 | 2092 | 2093 | 2094 | 2095 | 2096 | 2097 | 2098 | 2099 | 2100